# Dinastía Song
La dinastía Song (chino medio: 宋朝 *SowngH trjew; chino moderno: 宋朝, pinyin: Sòng Cháo, Wade-Giles: Song4 ch'ao1) fue una dinastía gobernante en China entre los años 960 y 1279; que sucedió al periodo de las Cinco Dinastías y los Diez Reinos y fue sucedida por la dinastía Yuan. Fue el primer gobierno en la historia mundial que usó papel moneda, y el primer gobierno chino en establecer una armada permanente. Esta dinastía también vio el primer uso conocido de la pólvora, así como el primer discernimiento del Norte verdadero usando la brújula. La dinastía Song del Sur reforzó considerablemente su fuerza naval, con objeto de defender sus aguas y fronteras y llevar a cabo misiones marítimas en el extranjero.
El período de 319 años que duró la dinastía Song se divide en dos etapas distintas: la de los Song del Norte (北宋, 960-1127) y la de los Song del Sur (南宋, 1127-1279). Durante la primera, la capital Song estuvo en la ciudad del norte Bianjing (actualmente Kaifeng) y la dinastía controlaba la mayor parte del interior de China. La segunda hace referencia al período que siguió a la pérdida del norte de China, que la dinastía Jin arrebató a los Song. En este período, la corte Song se retiró al sur del río Yangtsé y estableció su capital en Lin'an (actualmente Hangzhou). Aunque la dinastía había perdido la tradicional cuna de la civilización china en la cuenca del río Amarillo, la economía no cayó en bancarrota, puesto que el Imperio Song del Sur controlaba el sesenta por ciento de la población de China y la mayoría de las tierras agrícolas más productivas.
Para repeler a los Jin, y posteriormente a los mongoles, los Song desarrollaron una nueva y revolucionaria tecnología militar, propulsada por el uso de la pólvora. En 1234, los territorios de la dinastía Jin fueron conquistados por los mongoles, que se apoderaron del norte de China, manteniendo precarias relaciones con los Song del Sur. Möngke Kan, el cuarto gran kan del Imperio mongol, murió en 1259 mientras sitiaba una ciudad en Chongqing. Su hermano menor, Kublai Kan, fue proclamado gran kan, aunque su nombramiento fue reconocido únicamente de manera parcial por los mongoles en el este. En 1271, Kublai Kan fue proclamado emperador de China. Tras dos décadas de enfrentamientos esporádicos, los ejércitos de Kublai Kan vencieron a la dinastía Song en 1279 y China fue de nuevo unificada bajo la dinastía mongol Yuan (1271-1368).
La población de China duplicó su número durante los siglos X y XI. Este crecimiento se produjo por la expansión del cultivo del arroz en el centro y sur de la región, por el uso del arroz de maduración temprana proveniente del sureste y el sur de Asia, y por la producción de abundantes excedentes alimentarios. El censo de los Song del Norte registró una población de aproximadamente cincuenta millones de habitantes, igual al de los tiempos de las dinastías Han y Tang. Estos datos se encuentran en las Veinticuatro Historias. Sin embargo, se calcula que los Song del Norte regían en realidad a una población de aproximadamente cien millones de personas, y que se alcanzaron los doscientos millones en la época de la dinastía Ming. Este espectacular crecimiento de la población propició una revolución económica en la China premoderna. Una mayor población también incrementó la importancia del papel de la baja nobleza en la administración de las bases y en los asuntos locales. Los funcionarios designados en los centros de condados y provincias dependían de la alta burguesía intelectual para los servicios, el patrocinio y la supervisión local.
La vida social durante la dinastía Song fue vibrante; las élites sociales se congregaban para contemplar y comerciar con preciosas obras de arte, la población se entremezclaba en las fiestas públicas y sociedades privadas, y las ciudades tenían animados barrios de espectáculos. La difusión de la literatura y el conocimiento se reforzó por la temprana invención de la impresión xilográfica y por la posterior invención en el siglo XI de la imprenta móvil. La tecnología premoderna, ciencia, filosofía, matemáticas, ingeniería, y otras actividades intelectuales florecieron a lo largo del reinado de los Song. Filósofos como Cheng Yi y Zhu Xi infundieron un nuevo vigor al confucianismo, con nuevos aportes, impregnados de ideales budistas, e incidieron en una nueva organización de los textos clásicos, que dieron lugar a las bases doctrinales del neoconfucianismo. Aunque la institución de los exámenes a la administración pública existía desde la dinastía Sui, ganó importancia durante el periodo Song. Esto llegó a ser un factor importante en la transición de una élite aristocrática a una burocrática.

## Historia

### Song septentrional, 960-1127

Territorios de las dinastía Xia —verde—, Liao —rosado— y Song —naranja— en 1111.

El emperador Taizu de Song (960-976) unificó China a través de la conquista de otras tierras durante su reinado, poniendo fin a la agitación de las Cinco Dinastías y los Diez Reinos. En Kaifeng, estableció un gobierno central fuerte sobre el imperio. Aseguró la estabilidad administrativa mediante la promoción del sistema de examen, que establecía la selección de funcionarios estatales por capacidad y méritos (en lugar de por su posición aristocrática o rango militar), y promovió proyectos que aseguraron la eficiencia en la comunicación en todo el imperio. Uno de esos proyectos fue la creación de detallados mapas, hechos por cartógrafos, de cada provincia y cada ciudad, los cuales eran colocados en un atlas de gran tamaño. También promovió innovaciones científicas y tecnológicas, respaldando trabajos tales como la torre del reloj astronómico, diseñado y construido por el ingeniero Zhang Sixun.
La corte Song mantuvo relaciones diplomáticas con los territorios indios de los Chola, el Califato fatimí, la Indonesia de Srivijaya, los karajánidas de Asia Central, y otros países que también eran socios comerciales. Sin embargo, fueron los Estados vecinos más cercanos a China los que tendrían el mayor impacto en su política interior y exterior. Desde su creación por Li Shimin, la dinastía Song alternaba la guerra y la diplomacia en sus tratos con la etnia kitán de la dinastía Liao en el noreste y con la tangut de la dinastía Xia en el noroeste. La dinastía Song recurrió al uso de la fuerza militar en un intento de derrotar a la dinastía Liao y recuperar las dieciséis prefecturas, un territorio bajo control kitán y que era considerado tradicionalmente como parte de la propia China. Sin embargo, las fuerzas Song fueron repelidas por las Liao, que comenzaron agresivas campañas anuales en el territorio de Song del Norte hasta 1005, cuando la firma del Tratado de Shanyuan concluyó estos choques de la frontera septentrional. Los Song tuvieron que rendir tributo a los kitán, aunque el pago de este apenas perjudicaba la economía Song en general, ya que los kitán eran muy dependientes de la importación masiva de bienes de la dinastía Song. De manera más significativa, el Estado Song reconoció al Estado Liao como su igual diplomático. La dinastía Song se las arregló para obtener numerosas victorias militares sobre los tangutos a principios del siglo XI, que culminaron en una campaña dirigida por el científico polímata, general y estadista Shen Kuo (1031-1095). Sin embargo, esta campaña resultó fallida finalmente, debido a que un oficial militar desobedeció órdenes directas, y el territorio obtenido de Xia Occidental se perdió finalmente. Asimismo, hubo una importante guerra contra la dinastía Lý de Vietnam por una disputa fronteriza y por la ruptura de las relaciones comerciales con el reino Đại Viet a causa de los Song. Luego de que las fuerzas Lý infligieran graves daños en una incursión en Guangxi, el comandante de los Song Guo Kui (1022-1088) penetró profundamente en territorio enemigo, hasta Thăng Long (la actual Hanói). Sin embargo, las pérdidas de ambos bandos llevaron al comandante de Lý Thuong Kiet (1019-1105) a solicitar la paz, lo que permitió a ambas partes, retirarse de la guerra; los territorios capturados por los Song y los Lý fueron intercambiados en 1082, junto con los prisioneros de guerra.

Retrato del emperador chino Taizu de Song (r. 960-976), fundador de la dinastía Song tras la reunificación China. Para lograrlo, la dinastía Song libró una serie de guerras con la Liao por la dieciséis prefecturas del norte de China.

Durante el siglo XI, las rivalidades políticas dividieron a los miembros de la corte debido a los planteamientos, opiniones y políticas de los ministros en cuanto al manejo de la compleja sociedad Song y de su próspera economía. El idealista canciller, Fan Zhongyan (989-1052), fue el primero en suscitar una vehemente reacción política cuando trató de hacer reformas para la mejora del sistema de contratación de los funcionarios, aumentando los sueldos de los de menor importancia y estableciendo programas de patrocinio con el fin de que una mayor cantidad de gente recibiese la instrucción necesaria para poder ingresar en el servicio estatal. Después de que Fan se viese obligado a renunciar de su cargo, Wang Anshi (1021-1086) se convirtió en el canciller de la corte imperial. Con el apoyo del emperador Shenzong (1067-1085), Wang Anshi criticó severamente el sistema educativo de la burocracia estatal. Tratando de resolver lo que él consideraba «corrupción y negligencia», Wang aplicó una serie de reformas denominadas «nuevas políticas». Esto complicó las reformas sobre la tierra, el establecimiento de una gran cantidad de monopolios gubernamentales, el apoyo de las milicias locales y la implantación de rigurosas exigencias para el examen imperial con el fin de que fuera más práctico para los hombres que aprobaban el arte de gobernar. Las reformas crearon fracciones políticas en la corte. Las «nuevas políticas» del grupo de Wang Anshi (Xin Fa), también conocidos como los «reformadores», fueron impugnadas por los ministros del grupo «conservador» acaudillado por el historiador y canciller Sima Guang (1019-1086). Cuando una fracción desplazó a la otra en la mayoría de los puestos ministeriales de la corte, los funcionarios rivales fueron exiliados con cargos en las regiones remotas del imperio. Una de las más importantes víctimas de la rivalidad política, el famoso poeta y estadista Su Shi (1037-1101), fue encarcelado y, posteriormente, exiliado por las críticas a las reformas de Wang.
Mientras la corte central Song continuaba dividida políticamente y centrada en sus asuntos internos, alarmantes nuevos acontecimientos en el norte, en el Estado Liao finalmente reclamaron su atención. Los yurchen, una tribu sometida por el Imperio Liao, se rebeló en contra de estos y formó su propio Estado, gobernado por la dinastía Jin (1115-1234). El oficial Song Tong Guan (1054-1126) aconsejó al emperador Huizong (1100-1125) formar una alianza con los yurchen y, en una campaña militar conjunta, los coaligados derrotaron a la dinastía Liao y conquistaron definitivamente sus territorios en 1125. Sin embargo, los Yurchen percibieron los malos resultados y la debilidad militar del ejército Song; inmediatamente rompieron su alianza con los Song y lanzaron una invasión de su territorio en 1125 y otra en 1127. En esta última invasión, los yurchen no solo capturaron la capital Song de Kaifeng, sino que obligaron al emperador Huizong, su sucesor Qinzong y a la mayoría de la corte imperial a retirarse. Esto tuvo lugar en el año de Jingkang (en chino 靖康) y es conocido como la Humillación de Jingkang (en chino 靖康之恥). El resto de las fuerzas Song aceptó la autoridad del emperador Gaozong (1127-1162), que se había arrogado el título. Tras esto, los Song se retiraron al sur del río Yangtsé para establecer la nueva capital de la dinastía en Lin'an (en la actual Hangzhou). La conquista yurchen del norte de China y el desplazamiento de la capital de Kaifeng a Lin'an marca el fin de la dinastía Song del Norte y el comienzo de la dinastía Song del Sur.

### Song meridional, 1127-1279

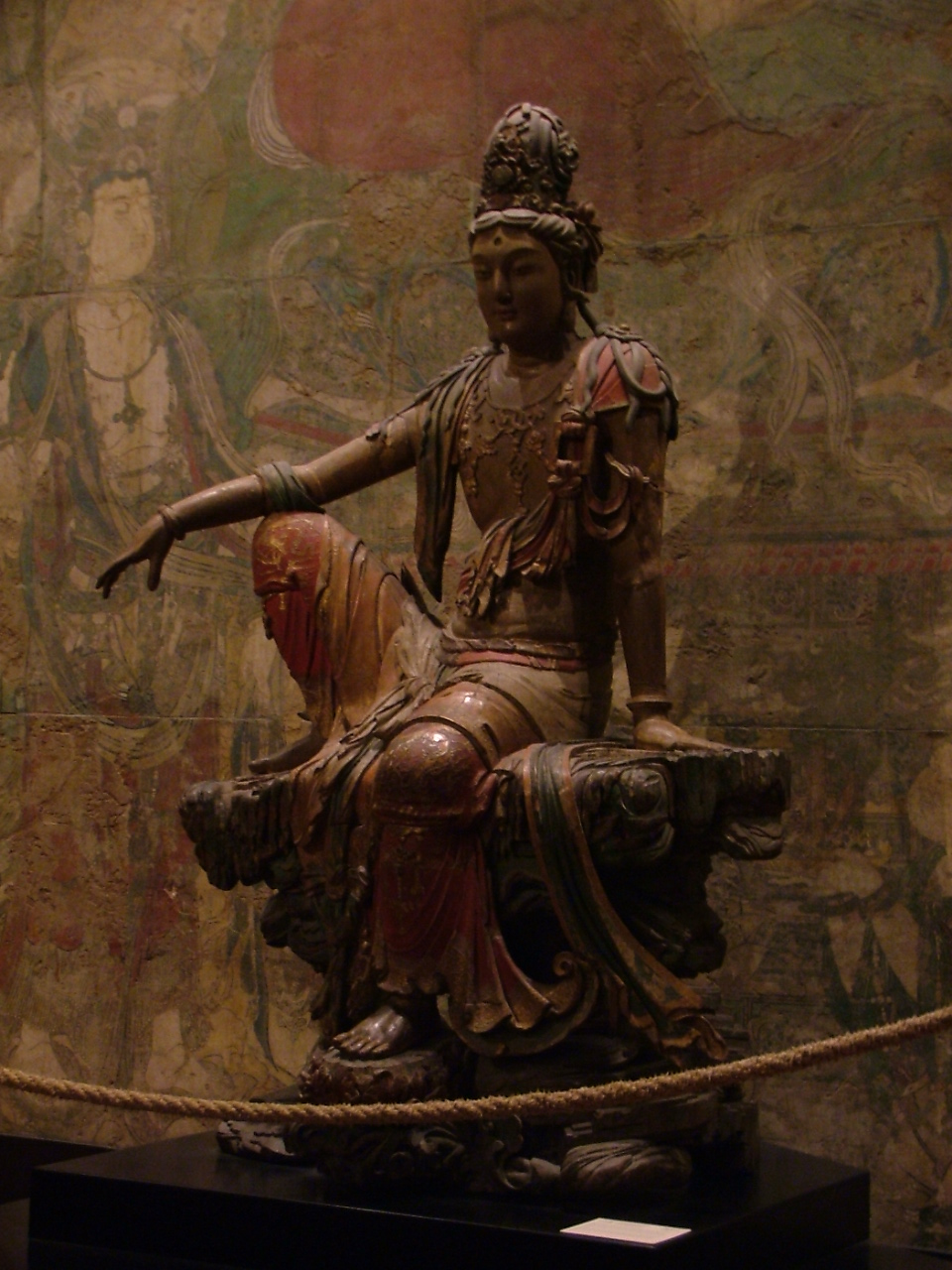
Estatua policromada de la dinastía Liao que representa a Guan Yin (907-1125).

Aunque debilitados y relegados al sur del río Huai, los Song del Sur encontraron nuevas formas de impulsar su poderosa economía y de defender su Estado de la dinastía Jin. Tenían militares muy capacitados, tales como Yue Fei y Han Shizhong. El Gobierno promocionó a gran escala la construcción de barcos, numerosos proyectos de mejora de los puertos y la construcción de faros y almacenes portuarios, con el fin de fomentar el comercio marítimo internacional desde los principales puertos internacionales tales como Quanzhou, Guangzhou y Xiamen, que eran la base del comercio chino. Para proteger y promocionar la gran cantidad de barcos que navegaban por intereses comerciales marítimos en las aguas del este del mar de China y del mar Amarillo (de Corea a Japón), el sudeste Asiático, el Océano Índico y el mar Rojo, fue necesario crear un organismo marítimo oficial. Así pues, la dinastía Song estableció la primera compañía marítima permanente en 1132, con sede en Dinghai. Con una flota permanente, los Song se prepararon para enfrentar a las fuerzas navales de los Jin en el río Yangtsé en 1161, en la batalla de Tangdao y en la de Caishi. Durante estas batallas, la flota Song empleó buques de rueda de paletas armados con un trabuco a bordo de las cubiertas que lanzaba bombas de pólvora. Aunque las fuerzas Jin contaban con setenta mil hombres y seiscientos barcos de guerra y los Song con únicamente tres mil hombres y ciento veinte naves, las fuerzas de los Song salieron victoriosas en ambos combates debido al poder destructivo de las bombas y por los rápidos ataques de sus barcos. La fuerza de la Armada creció notablemente después de estas victorias. Un siglo después de que se fundase, la Armada ya contaba con hasta cincuenta y dos mil infantes de marina. El gobierno Song confiscó porciones de tierra pertenecientes a las clases privilegiadas para aumentar la financiación de sus proyectos, medida que causó hostilidad y rechazo entre los miembros más poderosos de la sociedad Song, pero que no detuvo los preparativos de defensa de estos. Las cuestiones financieras se agravaron por el hecho de que muchas familias ricas y propietarias de tierras que tenían funcionarios trabajando para el Gobierno utilizaron sus conexiones sociales con el único fin de obtener exenciones fiscales.

Extensión de los territorios de la dinastía Song del Sur.

Aunque la dinastía Song fue capaz de detener a los Jin, un nuevo y considerable enemigo surgió en las estepas, desiertos y planicies al norte de los territorios de esta. Los mongoles, dirigidos por Gengis Kan (r. 1206-1227), inicialmente atacaron a la dinastía Jin en 1205 y 1209, con la que se enfrentaron al realizar grandes incursiones a través de sus fronteras; en 1211 un enorme ejército mongol se reunió para invadir a los Jin. Esta se vio obligada a claudicar, pagar tributo a los mongoles y convertirse en súbdita de estos; cuando los Jin repentinamente trasladaron su capital de Pekín a Kaifeng, los mongoles interpretaron esto como una revuelta. Las hordas mongolas, capitaneadas por Ögedei Kan, vencieron a la dinastía Jin y la dinastía Xia del Oeste. Los mongoles también invadieron Koryo, el Califato abasí y la Rus de Kiev. Aunque mantuvieron una alianza pasajera con los Song, la coalición se quebró cuando estos retomaron las antiguas capitales imperiales de Kaifeng, Luoyang y Chang'an tras la caída de la dinastía Jin. El caudillo mongol Mongke Kan dirigió la campaña contra los Song en 1259, pero murió el 11 de agosto durante la batalla del pueblo pesquero en Chongqing. La muerte de Möngke y la consiguiente crisis sucesoria provocó que Hulagu Kan retirara a la mayor parte de las fuerzas mongolas de Oriente Próximo, donde se preparaban para combatir a los mamelucos de Egipto (quienes derrotaron a los mongoles en Ain Jalut). Aunque Hulagu se alió con Kublai Kan, sus fuerzas fueron incapaces de ayudar en las campañas contra los Song, debido a la guerra que Hulagu mantenía con la Horda Dorada.
Kublai continuó el asalto contra los Song, adquiriendo una posición temporal en los encauces del sur del Yangtsé. Kublai realizó preparaciones para sitiar Ezhou, pero una guerra civil pendiente con su hermano Ariq Böke —pretendiente al trono del Kanato mongol— lo forzó a regresar con la mayor parte de sus fuerzas al norte. En ausencia de Kublai, el canciller Jia Sidao ordenó a los ejércitos Song que realizasen un ataque y estos consiguieron hacer retroceder a las fuerzas mongolas al norte de los encauces del Yangtsé. Hubo escaramuzas en las fronteras hasta 1265, cuando Kublai ganó una batalla importante en Sichuan. De 1268 a 1273, Kublai bloqueó el río Yangtsé con su armada y sitió Xiangyang, el último obstáculo en su camino para invadir la rica cuenca del gran río. De manera oficial, Kublai declaró la creación de la dinastía Yuan en 1271. En 1275, el nuevo comandante de Kublai, el general Bayan, desplegó una fuerza de ciento treinta mil hombres. Alrededor de 1276, la dinastía Yuan había conquistado la mayor parte del territorio Song. En la batalla de Yamen en el río Perla en 1279, la armada Yuan, mandada por el general Zhang Hongfan, finalmente aplastó la resistencia Song. El último gobernante, el emperador de ocho años de edad Huaizong se suicidó junto con su primer ministro Lu Xiufu y ochocientos miembros del clan real. Por órdenes de Kublai, Bayan cuidó de la seguridad de los miembros supervivientes de la familia imperial de los Song; el destronado emperador Gong fue degradado, siéndole dado el título de duque de Yung: posteriormente se le exilió en el Tíbet donde llevó una vida monástica.

## Sociedad y cultura

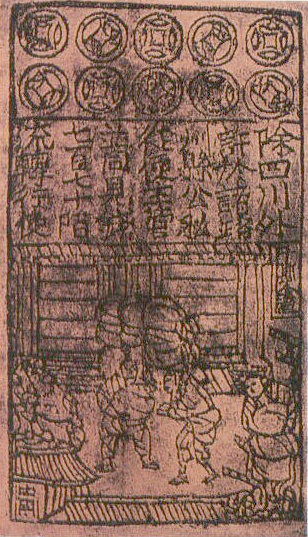
Jiaozi, el primer papel moneda impreso diviso, una innovación de la Dinastía Song.

El periodo en que gobernó la dinastía Song, fue una época de sofisticación administrativa y de una compleja organización social. Varias de las más grandes ciudades del mundo se encontraban en China durante este periodo (Kaifeng y Hangzhou tenían poblaciones de más de un millón de personas). Sus residentes disfrutaban de varios clubes sociales y de entretenimiento en las ciudades, asimismo, hubo una gran cantidad de escuelas y templos que proporcionaban a la gente humilde educación y servicios religiosos. El gobierno Song apoyó múltiples formas de programas benéficos sociales, incluyendo el establecimiento de casas de retiro, clínicas públicas, y fosas comunes. La dinastía Song apoyó un servicio postal muy difundido que fue construido a partir del primer sistema postal de la dinastía Han (202 a. C.-220), y que proporcionaba una rápida comunicación a través del imperio. El gobierno central empleaba miles de trabajadores postales de varios rangos y responsabilidades para proporcionar servicio a las oficinas de correo y las estaciones postales. En las áreas rurales, cada campesino agrícola poseía su propio terreno de tierra, o pagaban renta por este, o eran siervos de grandes fincas.
Aunque las mujeres fueron una clase social baja en comparación con los hombres (de acuerdo a la ética Confuciana), sin embargo, disfrutaban de una gran cantidad de privilegios sociales y legales y ejercían un considerable poder en el hogar y en sus propios negocios. Como la sociedad Song llegó a ser más y más próspera y los padres de la novia proporcionaban dotes grandes para su matrimonio, de manera natural, las mujeres adquirieron muchos y nuevos derechos legales en la apropiación de bienes. También hubo equidad en relación con el hombre en las tareas hogareñas. Hubo muchas mujeres notables y bien educadas y era una práctica muy común para las mujeres educar a sus hijos durante su juventud. La madre del científico, general, diplomático y estadista Shen Kuo le impartió sus conocimientos de estrategia militar. Asimismo, hubo excepcionales escritoras y poetas como Li Qingzhao (1084-1151).
La religión en China durante este periodo continuó teniendo gran efecto en la vida, las creencias y las actividades diarias de la gente, y en la literatura china sobre la espiritualidad. La gran cantidad de deidades del Taoísmo y el Budismo, como también los espíritus ancestrales y muchas deidades del folclore religioso chino eran venerados con ofrendas y sacrificios. Tansen Sen afirmó que durante la dinastía Song viajaron más monjes budistas de India a China que durante el periodo de la dinastía Tang (618-907). Con muchos forasteros étnicos viajando a China para dirigir el comercio o vivir de forma permanente, llegaron muchas religiones extranjeras; religiones minoritarias en China entre las cuales estaban los musulmanes del Medio Este, los judíos de Kaifeng y los maniqueos persas.
A pesar de la presencia de diversas religiones en el territorio chino durante esta dinastía, en Europa surgió el mito, propagado principalmente por los misioneros jesuitas, de que el chino era un pueblo sin espíritu religioso o sin religión, lo que propició que filósofos como el alemán Christian Wolff o el francés Pierre Bayle, se refirieran a una moral china racional. En todo caso, es al principio de esta dinastía, alrededor del año 1000, que los cambios sobre la manera de pensar y concebir al propio ser, al mundo y a la sociedad, marcaron un precedente y se convirtieron en una característica cultural a destacar de China.
El pueblo entabló una vida social y doméstica vibrante, disfrutando de eventos públicos como el festival Yuan Xiao o el festival Qingming. Hubo cuartos de entretenimiento en las ciudades que proporcionaban una serie de atracciones. Asimismo, hubo titiriteros, acróbatas, actores teatrales, tragasables, encantadores de serpientes, cuentistas, cantantes y músicos, prostitutas y lugares de relajamiento como casas de té, restaurantes, y banquetes organizados. La gente asistía a clubes sociales en gran cantidad; había clubes de té, de comida exótica, de anticuarios, y de coleccionistas de arte, de amantes de los caballos y clubes de poesía y música. Tal y como en la cocina y en la gastronomía Song, el periodo también fue reconocido por sus variedades regionales en la representación de los diferentes estilos artísticos. Los dramas teatrales fueron muy populares tanto entre la élite como entre el populacho, aunque el chino clásico —no el idioma vernáculo— fuera el hablado por los actores sobre el escenario. Los cuatro más grandes teatros en Kaifeng podían tener audiencias de miles de personas. Había notables pasatiempos, como las actividades hogareñas de go y xiangqi.

### Diversión y pasatiempos
Una amplia variedad de clubes sociales prosperaron en China y se hicieron populares durante el periodo. Un texto que data de 1235 menciona que sólo en Hangzhou había clubes como el Club de Poesía del Lago Oeste, la Sociedad Budista del Té, el Club de Física, el Club de Pescadores, el Club de lo Oculto, el Coro de las Chicas, el Club de Comidas Exóticas, el de Plantas, y el Club de Frutas, el Club de Cazadores de Antigüedades, el Club de Amantes de los Caballos, y la Sociedad de Música Refinada. Ningún evento formal o festival se complementaba sin un banquete, pues estos debían y eran abastecidos por diversas compañías.
Los cuartos de entretenimiento de Kaifeng, Hangzhou, y otras ciudades, abarcaron una amplia variedad de pasatiempos como encantadores de serpientes, tragasables, titiriteros, acróbatas, adivinos, actores, cuentistas, casas de té y restaurantes, y el ofrecimiento de mujeres como criadas, concubinas, cantantes, o prostitutas. Estos cuartos de entretenimiento cubrían bazares extensos conocidos como «tierras de placer», lugares donde las estrictas moralidades y formalidades sociales eran ignoradas. Las «tierras de placer» se localizaban dentro de la ciudad, entre las murallas y las puertas, y en los suburbios; y cada una estaba regulada por un oficial designado. Los juegos y los entretenimientos duraban todo el día, mientras que las tabernas y las casas de cantantes se abrían al anochecer hasta las dos de la mañana. Mientras eran servidos por camareros y señoras que calentaban el vino para las fiestas, los playboy bebedores de las cantinas serían frecuentemente abordados por individuos comunes llamados «ociosos» (xianhan) que les ofrecían ser sus recaderos, traer y llevar dinero y conseguirles cantantes.
Las representaciones dramáticas, acompañadas por música, fueron muy populares en los mercados. Los actores se distinguían, y se clasificaban en rangos, por el tipo y el color de su ropa, perfeccionando sus habilidades de actuación en las escuelas de drama. Los bosquejos satíricos denunciaban la corrupción de los oficiales en el gobierno. Los actores en el escenario siempre interpretaban sus líneas en chino clásico; puesto que el chino vernáculo que imitaba el lenguaje común hablado no se introdujo en las representaciones teatrales hasta la dinastía Yuan. Aunque practicaban para hablar en el idioma clásico, las compañías teatrales seleccionaban muy a menudo a sus socios de uno de los grupos sociales más bajos de la sociedad: las prostitutas. De los al menos cincuenta teatros localizados en las «tierras de placer» de Kaifeng, cuatro de estos fueron lo suficientemente grandes para entretener audiencias de miles de personas, atrayendo a multitudes y prosperando económicamente.
A su vez, se celebraron festividades públicas en las ciudades y en las comunidades rurales. Las artes marciales fueron un claro ejemplo del entretenimiento público; los chinos celebraron combates sobre el lei tei, una plataforma que se elevaba sin la ayuda de rieles. A causa del aumento de popularidad de las actividades domésticas y urbanas durante la dinastía Song, hubo un declive en las actividades tradicionales chinas que se hacían al aire libre como la caza, montar a caballo, e incluso el polo. En cuanto al ocio doméstico, los chinos disfrutaban de mucha actividades distintas, e incluso de juegos de mesa como el xiangqi y el go. Asimismo, había jardines espaciosos y, a la vez, lujosos, que se diseñaban para distintas actividades como los paseos, y de igual forma, mucha gente solía pasear en botes en los lagos junto a sus invitados o comenzar carreras.

### El funcionariado y la alta burguesía

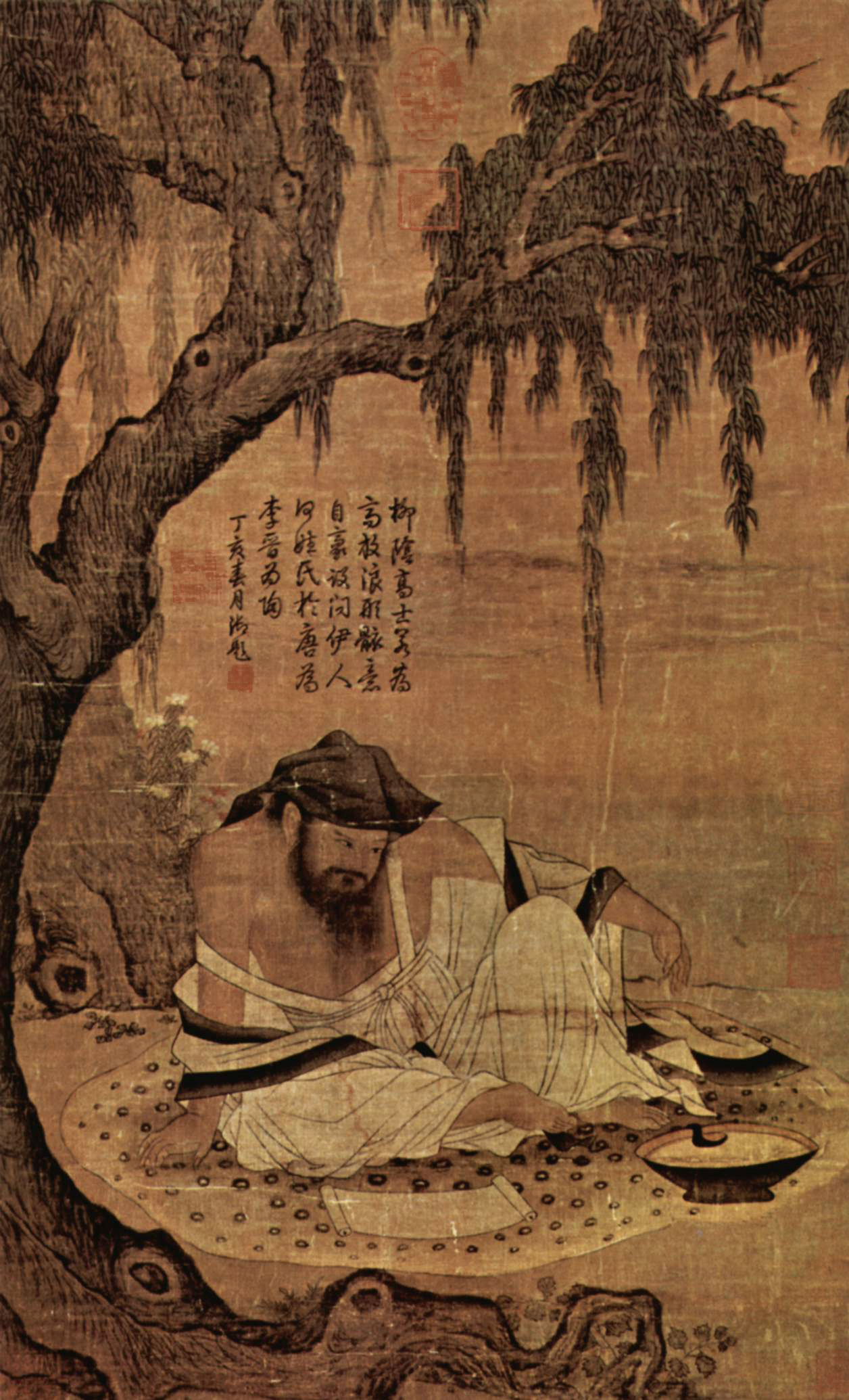
Estudiante en un prado, pintura china del.

Durante el periodo abarcado por la dinastía se puso mayor énfasis en las pruebas de acceso al funcionariado chino, el cual se basaba en la obtención de títulos obtenidos por el sistema de exámenes imperial, con el fin de seleccionar individuos más capaces para el gobierno. La selección de hombres para el trabajo de funcionario a través de las pruebas de acceso era una idea muy antigua en China. El sistema se institucionalizó poco a poco durante la dinastía Sui y Tang, pero en el periodo Song llegó a convertirse en el único medio oficial de acceso al funcionariado.
La llegada de la imprenta contribuyó a difundir ampliamente las enseñanzas de Confucio y la capacidad de educar a más estudiantes candidatos para los exámenes. Para los exámenes de bajo nivel para las prefecturas se pasó de 30 000 candidatos anuales a principios del siglo XI a 400 000 a finales del siglo XIII. La administración pública y el sistema de exámenes favorecieron la meritocracia, mayor movilidad social e igualdad de oportunidades para aquellos que quisieran acceder a puestos oficiales de gobierno. Mediante el uso de estadísticas reunidas por la administración Song, Edward A. Kracke, Sudō Yoshiyuki, y Ho Ping-ti apoyaron las tesis de que la autoridad en puestos oficiales de estados no se heredaba. Robert Hartwell y Robert P. Hymes criticaron este modelo al afirmar que había un gran énfasis en el papel de la familia nuclear como también el de la familia extensa. Muchos se sintieron marginados porque veían que el sistema tan burocratizado favorecía a la clase terrateniente para mejorar la educación media. Uno de los grandes críticos literarios del sistema fue el oficial y famoso poeta Su Shi. Sin embargo, Su Shi fue un producto de su época, como la identidad, las actitudes y hábitos de la clase profesora, que pasó a ser menos aristocrática y más burócrata con la transición del periodo Tang al Song.

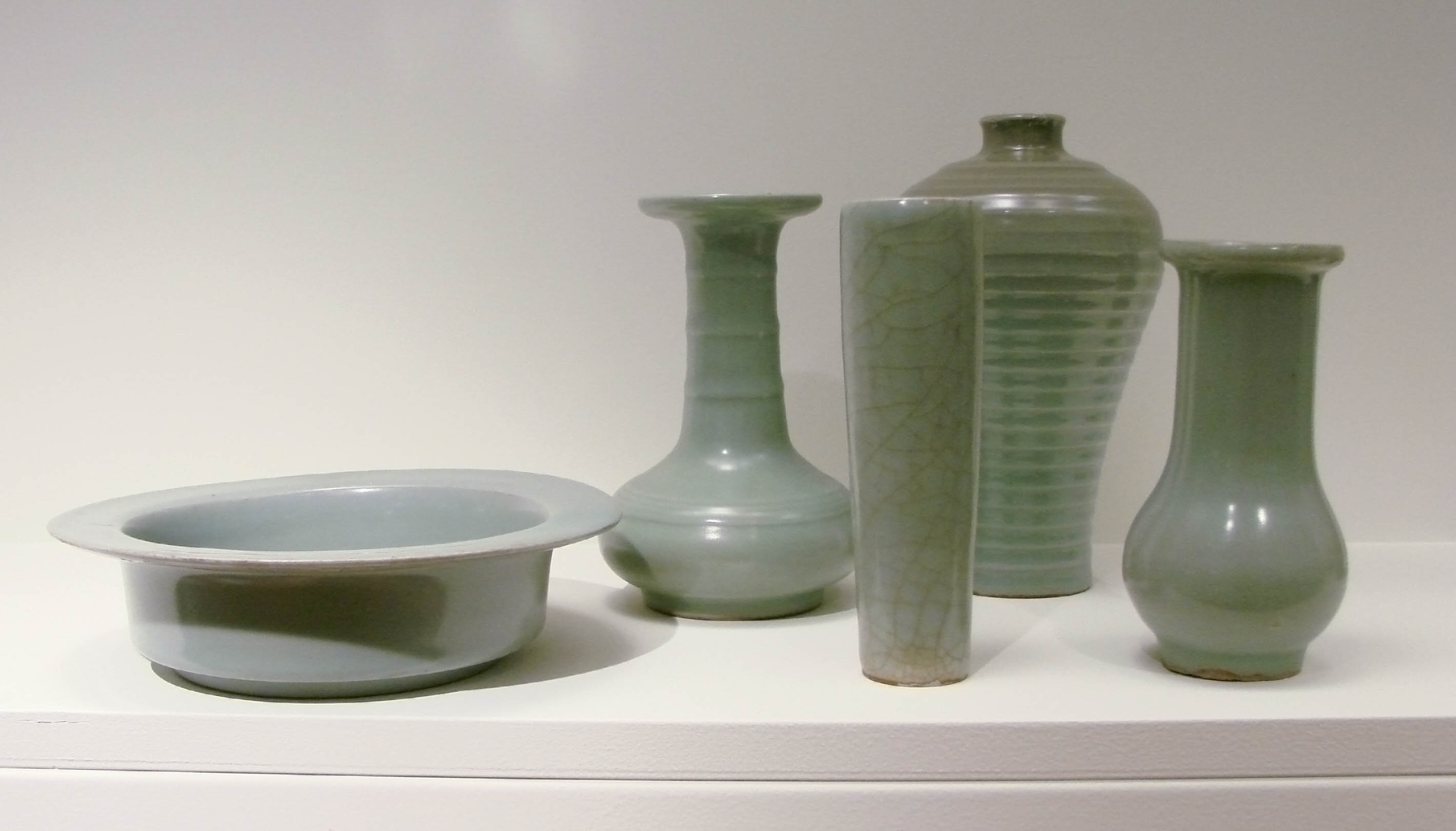
Celadón de Longquan, mercancía de Zhejiang.

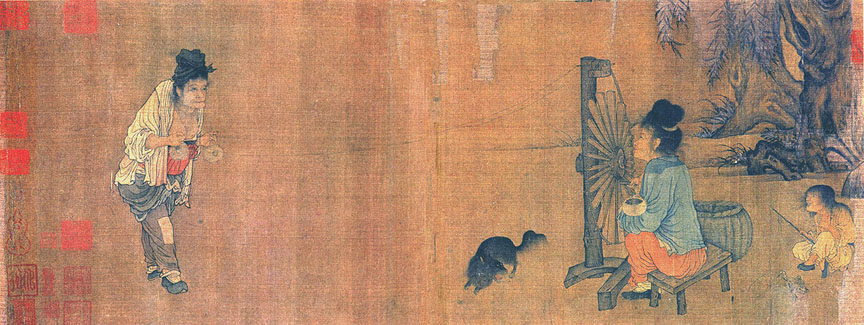
La rueca, una pintura creada por el artista Wang Juzheng, es una de las primeras representaciones de la invención.

Al principio de la dinastía, los puestos de gobierno se asignaron de forma desproporcionada entre dos grupos de la élite social: una élite de fundadores del sistema, que tenían vínculos con el emperador y una élite profesional casi hereditaria que usaban el estatus del clan desde hacía mucho tiempo mediante parentescos entre familias y matrimonios para asegurar alianzas entre las mismas. A finales del siglo XI la élite fundadora se disolvió, al tomar parte en la política e interviniendo en las estrategias matrimoniales en la corte de la élite profesional. Fue sustituida por una multitud de miembros de familias de la nobleza.
Debido al enorme crecimiento de la población de China y a que el número designado de funcionarios aceptados era limitado (alrededor de 20 000 funcionarios en activo durante el periodo Song), el cuerpo más grande de la alta burguesía, se hizo cargo de los asuntos locales básicos. Excluidos los funcionarios eruditos de las oficinas, la nueva clase burocrática consistió en egresados sin puestos oficiales asignados, tutores locales y funcionarios jubilados. Estos sabios, diplomados y miembros de la alta burguesía supervisaban los asuntos locales y patrocinaban instalaciones para el mantenimiento de la comunidad local. Cualquier magistrado local designado para su cargo por el gobierno contaría con la cooperación de los muchos o pocos miembros de la alta burguesía local. Por ejemplo, el gobierno Song (excluyendo el gobierno educativo-reformista bajo el emperador Huizong) utilizó poca cantidad de los ingresos del Estado para mantener las escuelas de la prefecturas y de los condados, sino que el grueso de los fondos para las escuelas fue tomada de la financiación privada. Esta limitación en el papel del funcionariado del gobierno se aleja de la anterior dinastía Tang, cuando el gobierno regulaba estrictamente todos los mercados y los asuntos locales; durante la dinastía Song el gobierno se retiró en gran medida de la regulación de los mercados y se basó en las élites locales para que desempeñaran las funciones de gobierno local.
Las noblezas locales se distinguieron en la sociedad a través de sus actividades intelectuales y ancestrales, mientras que las casas de los terratenientes prominentes fueron atrayendo a una amplia variedad de cortesanos como artistas, artesanos y tutores. A pesar del desdén por el comercio y la clase mercantil exhibido por la clase funcionaria (debido a su alto nivel cultural y diferencia de clases), el mercantilismo desempeñó un papel prominente en la sociedad y cultura de la dinastía Song. Un funcionario era mal visto si especulaba y comerciaba fuera de su sueldo oficial por el resto de compañeros, sin embargo, esto no impidió que muchos de ellos tuvieran relaciones comerciales mediante el uso de agentes intermediarios.

### Ley, justicia y ciencia forense

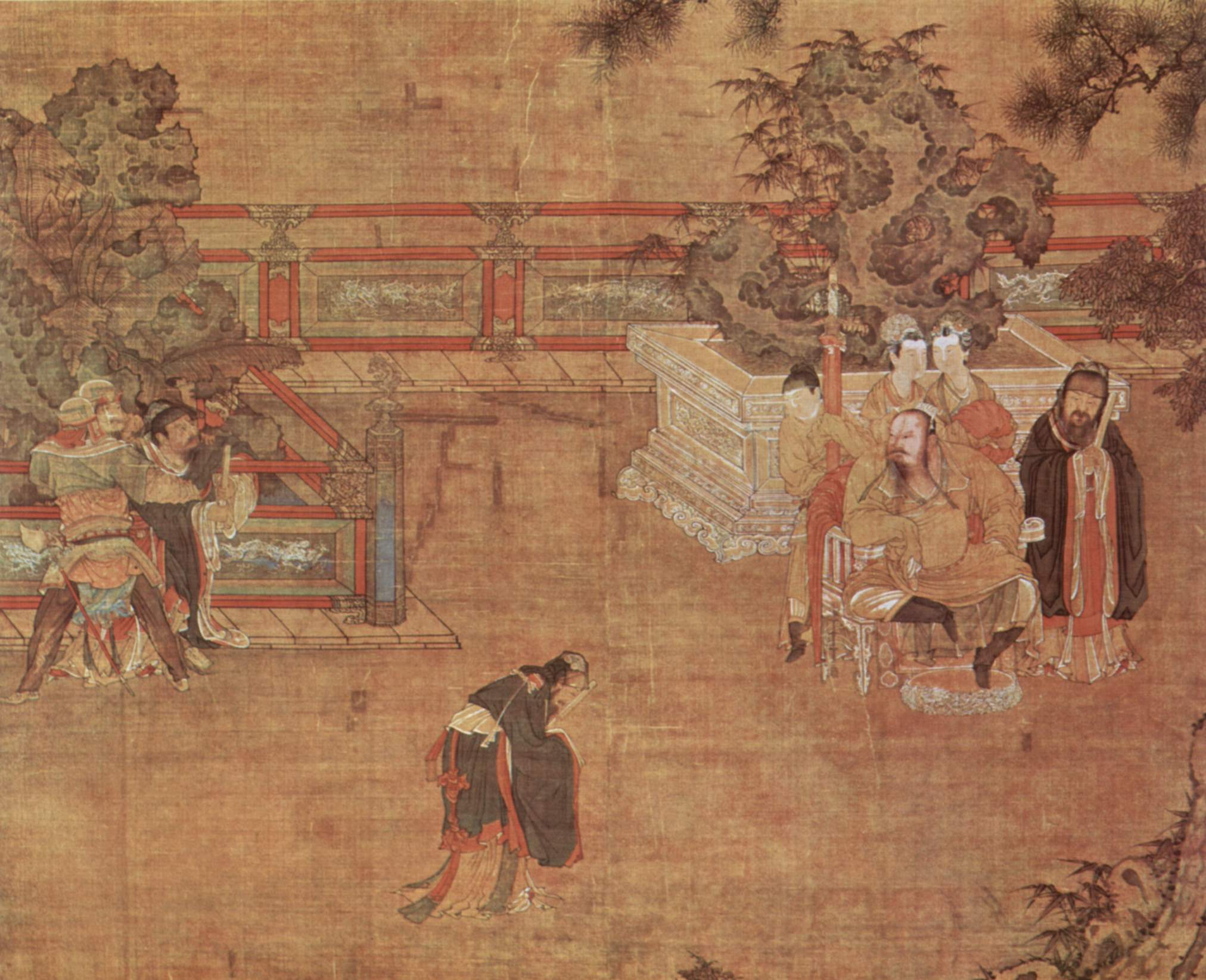
La barandilla rota, pintura del.

El sistema judicial Song conservó la mayor parte del código legal de la anterior dinastía Tang, base del derecho tradicional chino hasta la Edad Moderna. Los alguaciles itinerantes mantenían el orden público en las jurisdicciones municipales y de vez en cuando se aventuraban en el campo. Los magistrados supervisaban los juicios y no solo se esperaba de ellos que fuesen sabios en la ley escrita, sino que también promoviesen la moral en la sociedad. Magistrados, como el afamado Bao Qingtian (999-1062) embebido por la superioridad, fue famoso por los juicios morales que realizó y que nunca faltó a sus principios. Los jueces de la dinastía Song identificaban a los culpables o participantes en un acto criminal y aplicaban los castigos consecuentes, a menudo en forma de azotes. Los culpables ante los tribunales por un delito penal o civil eran vistos como culpables mientras no se demostrase lo contrario, mientras que los acusadores eran vistos también con alto grado de sospecha. Debido al alto costo del sistema judicial y encarcelación inmediata de los acusados por delitos penales, la administración Song prefería resolver las controversias y las disputas en privado, sin interferencia con la corte.
Algunos ensayos durante el siglo XI, como los de Shen Kuo, presentaron algunas teorías anatómicas en contra de las creencias tradicionales chinas (por ejemplo; un argumento a favor de dos válvulas en la garganta en lugar de tres), que quizás influyeron en posteriores realizaciones de autopsias post mortem en China durante el siglo XII. El médico y juez Song Ci (1186-1249) escribió una obra precursora de la ciencia forense para el examen de cadáveres con el fin de determinar la causa de muerte (estrangulamiento, envenenamiento, ahogamiento, golpes, etc.) y para probar si la muerte había sido resultado de un asesinato, un suicidio o como muerte accidental. Song Ci destacó sobre la importancia de un hábito adecuado y un registro exacto durante el examen del cuerpo en cada autopsia por los empleados oficiales que las hicieran.

### Milicia y métodos de guerra

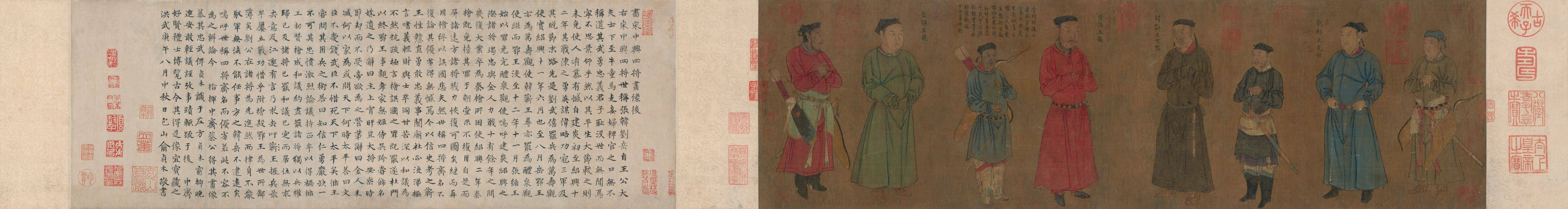
Cuatro Generales Zhongxing por el artista de la dinastía Song del Sur Liu Songnian (1174-1224); el renombrado general Yue Fei (1103-1142) es la segunda persona de la izquierda.

La milicia Song estaba principalmente organizada para garantizar que el ejército no pudiese llevar a cabo un control Imperial —o un golpe de Estado—, a menudo a expensas de su eficacia en la guerra. El Concilio Militar del Song del Norte dirigido por un canciller, que no tenía control alguno sobre el ejército imperial. El ejército imperial se encontraba dividido entre tres mariscales, cada uno de forma independiente y responsable ante el emperador. Desde que el emperador rara vez lideró campañas personalmente, las fuerzas Song carecían de una unidad de mando. La corte imperial, a menudo, creía que los éxitos de los generales pondrían en peligro la autoridad real; por esta razón, se les relevaba o incluso se les asesinaba (como a Li Gang, Yue Fei, y Han Shizhong). Dentro de sus primeros años, usaron minas terrestres para defenderse de las invasiones mongolas; con una posterior innovación de éstas, atribuida a Luo Qianxia en la lucha contra Kublai Kan.
Aunque los funcionarios-oficiales veían a los soldados como miembros bajos en el orden social jerárquico, una persona podía ganar estatus y prestigio en la sociedad convirtiéndose en una oficial militar de alto rango con un récord de batallas victoriosas. En su apogeo, la milicia Song tuvo un millón de soldados divididos en pelotones de cincuenta unidades, compañías hechas de dos pelotones, y cada batallón compuesto por quinientos soldados. Los ballesteros fueron separados de la infantería regular y colocados en sus propias unidades, ya que eran apreciados combatientes, proveyendo efectivos misiles de fuego contra las cargas de caballería. El gobierno estaba ansioso por promover los nuevos diseños de ballestas que permitían mayores rangos de disparo, mientras que los ballesteros también eran valiosos cuando se les empleaba como francotiradores de largo alcance. La caballería Song empleaba un montón de armas diferentes, incluyendo alabardas, espadas, arcos, lanzas, y 'lanzas de fuego', que descargaban ráfagas de pólvora y fuego.
La estrategia y el entrenamiento militar fueron tratados como una ciencia que podía ser estudiada y perfeccionada; los soldados fueron probados en cuanto a su experiencia en el uso de las armas y de sus habilidades atléticas. Asimismo, las tropas fueron entrenadas para seguir ciertos estándares de señales para avanzar ondeando las banderas y detenerse al sonido de las campanas y los tambores. La armada Song fue de suma importancia durante la consolidación del imperio en el siglo X; durante la guerra contra el Tang del Sur la armada Song empleó tácticas para la defensa de grandes puentes flotantes a lo largo del río Yangzi con el fin de asegurar los movimientos de tropas y suministros. Durante esta época, también, había barcos de la armada Song que podían llevar hasta 1000 soldados a bordo de sus cubiertas, mientras que el rápido movimiento del buque de rueda de paletas fueron vistos como barcos de guerra esenciales en cualquier batalla naval que fuese exitosa. En una batalla el 23 de enero de 971, una masa de flechas de fuego de parte de los arqueros de la dinastía Song diezmaron el cuerpo de elefantes de guerra de la armada Han del Sur. Esta derrota no solo marcó la sumisión eventual del Han del Sur a la dinastía Song, sino que también provocó que los elefantes de guerra fueran usados como una división regular dentro del ejército chino.
Hubo un total de 347 tratados militares escritos durante el periodo Song, como se indica en el texto de historia de Song Shi (compilado en 1345). Sin embargo, sólo un puñado de estos tratados militares han sobrevivido hasta la fecha, entre los que se incluye Wujing Zongyao escrito en 1044. Fue el primer libro conocido que contaba con fórmulas químicas para la elaboración de la pólvora; fórmulas apropiadas para su uso en diferentes tipos de bombas de pólvora. Además, los chinos pusieron en práctica el uso de fuelles de doble pistón para bombear petróleo de un único cilindro (con movimientos hacia arriba y hacia abajo), que luego era prendido en el extremo por una mecha de pólvora de combustión lenta, con vistas a mantener un flujo continuo de llama. Asimismo, la base de las armas más poderosas de la dinastía Song tenían su origen en la pólvora. En adición a esto, la dinastía Song fue la primera en la historia en usar cohetes de propulsión por pólvora. Así como también un «lanzador atronador de nubes voladoras» (fei yun pi-li pao) mencionado en el escrito de Jiao Yu Huolongjing:

Los recipientes están hechos de hierro fundido, tan grandes como un tazón y con forma de balón. En su interior contienen media libra de pólvora 'mágica'. Se envían por el aire contra el campamento enemigo desde un propulsor; y cuando llegan a su destino se oye un sonido similar al de un trueno, viéndose también destellos de luz. Si diez de estos depósitos son proyectados exitosamente contra el campamento enemigo, el lugar entero estará en llamas [...]

### Artes, literatura y filosofía

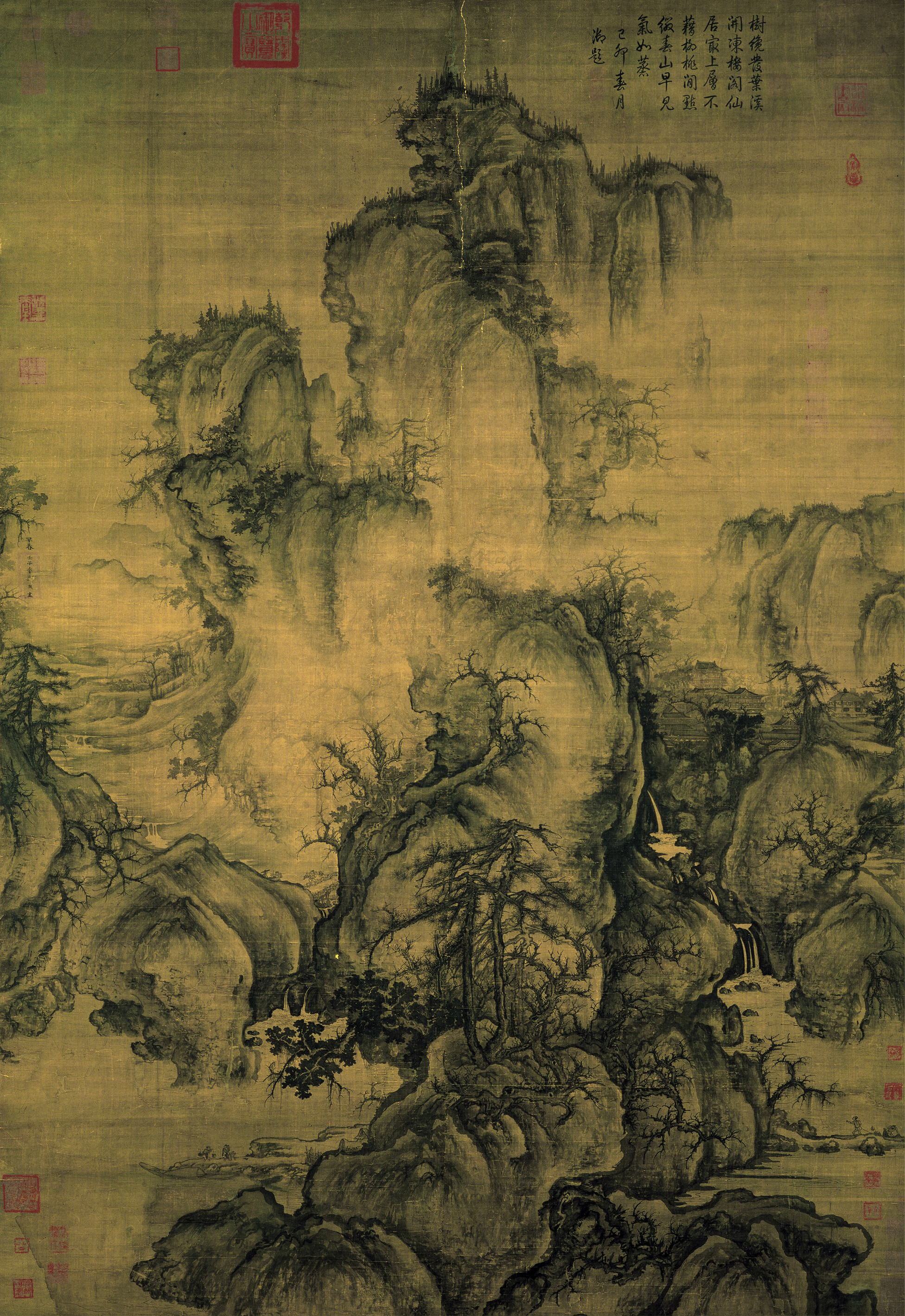
Primavera reciente (1072), de Guo Xi, Museo Nacional del Palacio, Taipéi.

Las artes visuales durante la dinastía Song se vieron reforzadas por nuevos desarrollos tales como los avances en el paisaje y el retrato. La élite de la nobleza ocupaba su tiempo en las artes donde se incluía la pintura, composición de poesía, y la escritura de caligrafía. El poeta y estadista Su Shi y su colega Mi Fu (1051-1107) disfrutaban de asuntos antiguos, a menudo la compra o préstamo de piezas de arte con el fin de estudiarlas o copiarlas. La poesía y la literatura se beneficiaron de la creciente popularidad y del desarrollo de la poesía ci. De igual forma, fueron compilados gran cantidad de volúmenes enciclopédicos, como trabajos de historiografía y decenas de tratados sobre temáticas técnicas. Esto incluye el texto de historia universal Zizhi Tongjian, compilado en 1000 volúmenes de 9.4 millones de caracteres chinos escritos. El género chino de la literatura de viajes también llegó a ser popular con los escritos del geógrafo Fan Chengda (1126-1193) y Su Shi, este último escribió el 'ensayo de excursión' conocido como Registro de Stone Bell Mountain que usaba narraciones persuasivas para argumentar perspectivas filosóficas. A pesar de que desde tiempos que se remontan al siglo I existió una nomenclatura geográfica local en China, la forma madura conocida como "Tratado sobre un palacio", o fangzhi, reemplazó el antiguo "mapa de guía", o tujing, durante la dinastía Song.
Las cortes imperiales del palacio del emperador estaban llenos de su séquito de pintores de la corte, calígrafos, poetas y narradores. El emperador Huizong fue un artista de renombre así como un mecenas de las artes. Un buen ejemplo de la corte que fue muy venerado: Zhang Zeduan (1085-1145) que realizó una pintura panorámica enorme, El festival Qingming junto al río. El emperador Gaozong de Song inició un proyecto de arte masivo durante su reinado, conocido como Dieciocho Canciones de una Flauta Nómada que relataba la vida de Cai Wenji (b. 177). Este proyecto de arte fue, principalmente, un festo diplomático para la dinastía Jin mientras él negociaba la liberación de su madre de su cautiverio Jurchen en el norte.
En la filosofía, el budismo chino había disminuido su influencia, pero mantuvo su relación con las artes y en la caridad de los monasterios. El budismo tuvo una profunda influencia en el amenazado neoconfucianismo, liderado por Cheng Yi (1033-1107) y Zhu Xi (1130-1200). El budismo Mayahana influyó a Fan Zhongyan y Wang Anshi a través de su concepto de universalismo ético, mientras que la metafísica budista tuvo un profundo impacto en la doctrina pre-neoconfucianista de Cheng Yi. A su vez, la obra filosófica de Chen Yi influyó a Zhu Xi. Aunque sus escritos no fueron aceptados por sus contemporáneos, los comentarios y el énfasis de Zhu hacia los clásicos confucianistas de los Cuatro Libros como un corpus de introducción a la enseñanza de Confucio formaron la base de la doctrina neoconfucianista. Alrededor del año 1241, bajo el patrocinio del emperador Lizong, los Cuatro Libros de Zhu Xi y sus comentarios en ellos llegaron a ser los requisitos estándar del estudio para los estudiantes que intentaban aprobar los exámenes del servicio civil. Los países ubicados al este de Japón y Corea también adoptaron las enseñanzas de Zhu Xi, conociéndose como Shushigaku (朱子学, Escuela de Zhu Xi) en Japón, y en Corea como Jujahak (주자학). La continua influencia del budismo podía apreciarse en obras de arte como Un Luohan lavando de Lin Tinggui. Sin embargo, la ideología fue altamente criticada como también despreciada por algunos. El estadista e historiador Ouyang Xiu (1007-1072) calificó a la religión como una "maldición" que sólo podría ser remediada con el desarraigo de la cultura china y reemplazándola con el discurso de Confucio. El budismo no vería un renacimiento verdadero en la sociedad china sino hasta el gobierno mongol de la dinastía Yuan, con el gobierno de Kublai Kan el budismo tibetano y el Drogön Chögyal Phagpa se volverían los principales lama. La secta cristiana del nestorianismo—el cual entró en China durante la época Tang—revivió en China durante el gobierno mongol.

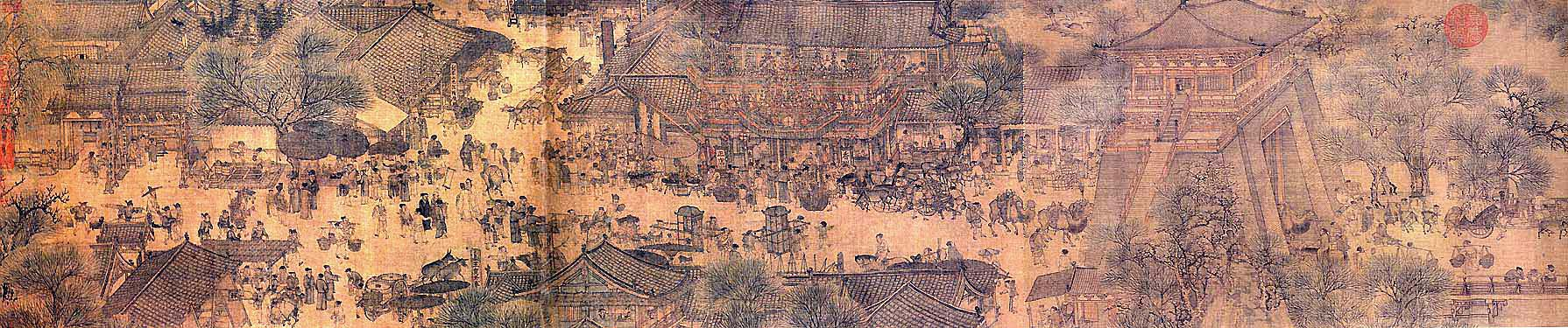
Panorámica de la obra de Zhang Zeduan (1085-1145), El festival Qingming junto al río. En esta perspectiva puede apreciarse a la sociedad de la dinastía Song y su actividad.

### Cocina e indumentaria
Tanto la comida que uno consumía como la ropa que uno usaba en la China Song estuvieron dictaminadas por el estatus y clase social. Los principales alimentos básicos en la dieta de las clases bajas se mantuvieron en arroz, cerdo, y pescado salado; su indumentaria se confeccionaba a partir de materiales como el cáñamo o el algodón, restringiéndose el color de dicha ropa a negro y blanco. Los pantalones eran una forma aceptable de vestimenta para los campesinos, agricultores, soldados, artesanos, y mercaderes, a pesar de que los ricos comerciantes podrían optar por el uso de ropa más adornada y blusas masculinas por debajo de la cintura. Las prendas de vestir para los estudiantes-oficiales estaban determinadas y limitadas por un estricto sistema jerárquico de clasificación social. Sin embargo, con el paso del tiempo en el gobierno la clasificación de la ropa para los oficiales no fue tan estricta como lo había sido a principios de la dinastía. Cada funcionario mostraba su condición de galardonado con el uso de vestidos de seda de diferentes colores tradicionales que llegaban hasta el suelo, determinados tipos de artículos de sombrerería, e incluso estilos específicos de cintos que mostraran su rango de oficialidad.
Las mujeres durante el periodo Song usaban vestidos largos, blusas largas hasta debajo de las rodillas, faldas y chaquetas con mangas cortas o largas, mientras que las mujeres de familias adineradas podrían usar chales color púrpura alrededor de sus hombros. La principal diferencia en la ropa de las mujeres de la de los hombres era que se sujetaba a la izquierda, no a la derecha.
Existían una multitud de restaurantes y de tabernas y, por lo regular, los platos principales eran incluidos en fiestas, banquetes y carnavales durante el periodo Song, los cuales son muestra de una dieta muy variada y abundante para aquellos que pertenecían a la clase alta. En la bebida había zumos, vino y vino de arroz. En las comidas podían elegir entre una amplia variedad de carnes, incluyendo camarones, mejillón, almejas, cangrejo y otros crustáceos, pato, ganso, gamo, ciervo, conejo, perdiz, faisán, francolín, codorniz, zorro, tejón, y muchos otros. Los productos lácteos estaban ausentes tanto en la cocina china como en la propia cultura, la carne bovina se consumía rara vez, ya que el toro era considerado un animal sagrado reservado para los grandes sacrificios, y la carne de perro estaba ausente de la dieta de los ricos, a pesar de que los pobres podían optar por comer carne de perro en caso necesario (sin embargo, no era parte de su dieta regular). La gente también consumía dátiles, pasas, azufaifos, peras, ciruelas, albaricoques, lichis, jugo de pera, jugo de lichi, otras frutas, miel y jengibre, especias variadas y condimentos como jengibre, la pimienta de Sichuan o salsa de soja, y se cocinaba con aceite de soja, aceite de sésamo, sal y vinagre. La dieta común de los pobres consistía en cerdo, pescado en salazón, y arroz.

## Economía, comercio e industria
La economía de la dinastía Song se convirtió en una de las más prósperas y avanzadas en el mundo medieval. La China Song invertía sus fondos en un conjunto de compañías anónimas y en múltiples barcos veleros que aseguraron las ganancias monetarias a través de un vigoroso comercio exterior a lo largo del Gran Canal y el río Yangtsé. Las más prominentes familias de mercaderes y os negocios privados permitieron ocupar industrias que no estuvieran bajo un monopolio gubernamental. Las industrias privadas y gubernamentales encontraron las necesidades de una población china creciente en los Song. Tanto los artesanos como los mercaderes formaron gremios con los cuales el estado tuvo que lidiar a causa de los impuestos, los bienes requisados, y el establecimiento de salarios de los trabajadores como también de los precios de los productos.

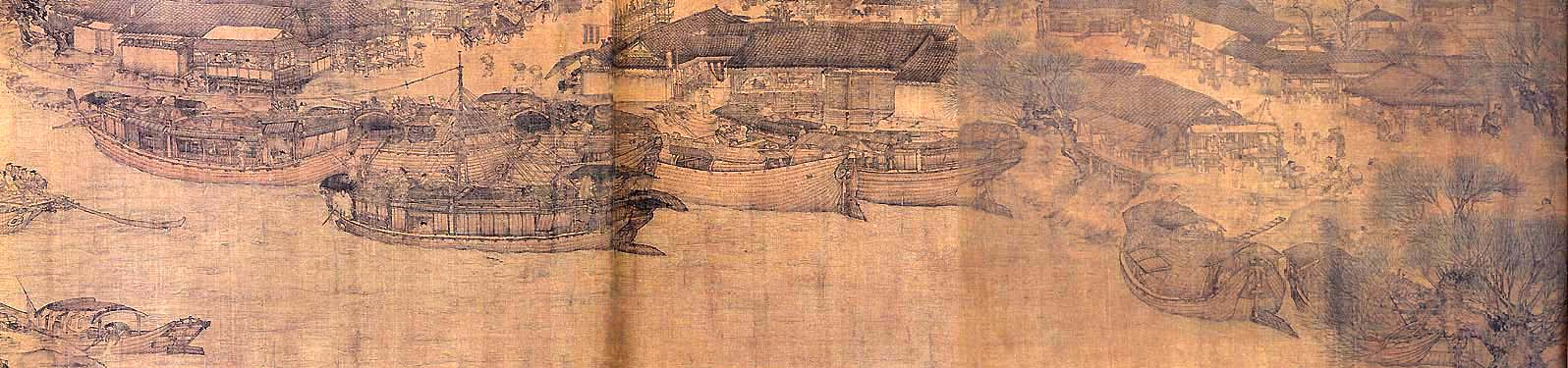
Embarcaciones chinas en la pintura de Zhang Zeduan (1085-1145) El festival Qingming junto al río. Los barcos del periodo Song se caracterizaron por poseer cascos con mamparos. En esta pintura muestra la vida diaria de la gente del periodo Song y el telón de fondo se desarrolla en la antigua capital del imperio llamada Bianjing (hoy en día la ciudad de Kaifeng). El tema de la obra pictórica celebra el espíritu festivo y la conmoción mundana durante el festival de Qingming, al contrario de representar los aspectos ceremoniales de la verdadera conmemoración que era el día de los fieles difuntos.

La industria metálica fue seguida por los empresarios privados que poseían sus propios hornos de fundición, así como por el propio gobierno. La economía Song fue lo suficientemente estable para producir cientos de millones de kilogramos de metal al año. La deforestación a gran escala en China habría continuado si no hubiera sido por la innovación del siglo XI en el uso de carbón en vez de carbón vegetal en hornos para la fundición de metal. La gran parte del metal se reservó para su uso militar en la creación de armas y armaduras para las tropas, pero cierta porción se usó para fabricar muchos productos metálicos necesarios y que se utilizaban para cubrir las demandas del crecimiento mercantil. El comercio del metal dentro de China se fomentó por la construcción de nuevos canales los cuales ayudaron al flujo de los productos metálicos desde los centros de producción hasta los grandes mercados localizados en la ciudad capital.
La producción anual de cobre en 1085 sólo alcanzó para la creación de aproximadamente seis mil millones de monedas. Uno de los más notables avances en la economía Song fue el establecimiento del primer gobierno del mundo que distribuyó papel moneda impreso conocido como Jiaozi (véase también Huizi). Las cortes Song establecieron sus fábricas en Huizhou, Chengdu, Hangzhou y Anqi. El tamaño de la mano de obra empleada por las fábricas en la creación y distribución de papel moneda fue grande; se documenta que en 1175, la fábrica en Hangzhou empleó más de mil trabajadores al día.
El poder económico de la China Song se vio influenciado de manera profunda por economías extranjeras. El geógrafo Al-Idrisi de Marruecos escribió en 1154 sobre el valor de las embarcaciones mercantiles chinas en el Océano Índico y sobre sus viajes anuales para conseguir metal, espadas, seda, terciopelo, porcelana, y varios textiles en lugares como Adén (actual Yemen), el río Indo, y el Éufrates en la moderna Irak. A su vez, los extranjeros tuvieron un efecto significativo en la economía de China. Por ejemplo, varios musulmanes de las regiones central y occidental de Asia arribaron a China para comerciar, convirtiéndose así en un elemento importante en las industrias de exportación e importación, inclusive, algunos de ellos fueron contratados como supervisores de cuestiones económicas. El comercio marítimo con el Pacífico sur, el mundo hindú, el mundo islámico y el este del mundo africano trajo gran fortuna a los mercaderes y estimuló un enorme crecimiento en la industria constructora de barcos de la era Song en la provincia Fujian. Sin embargo, era muy peligroso embarcarse en empresas de ultramar. Se trataba de reducir el riesgo de perder dinero en las misiones en el extranjero por medio del comercio marítimo, como los historiadores Ebrey, Walthall, y Palais escriben:

Los inversores de la época Song normalmente dividían sus inversiones entre muchos barcos, y cada barco tenía muchos inversores detrás de sí. Un observador pensó que las ansias de invertir en el comercio de ultramar estaban conduciendo a una fuga de divisas de [o de efectivo en] cobre.  Escribió: a lo largo de la costa, la gente mantiene relaciones estrechas con los comerciantes que se ocupan del negocio de ultramar, tanto si son simples paisanos como si son conocidos personales [...] Dan a los comerciantes monedas para que se las lleven en sus barcos para comprar y que regresen con mercancía foránea. Invierten de diez a cien cadenas de (monedas) cobre y frecuentemente obtienen beneficios de varios cientos por cien.

## Tecnología, ciencia e ingeniería

### Armamento de pólvora
Las mejoras en la tecnología militar ayudaron a la dinastía Song a defenderse de sus vecinos hostiles del norte. El lanzallamas tuvo sus orígenes hacia el siglo VII en la Grecia bizantina, y su función era arrojar fuego griego (un fluido a base de petróleo con fórmula química compleja y altamente inflamable) mediante una manguera de sifón. La primera referencia al fuego griego en China data de 917 y se encuentra en el escrito Shiguo Chunqiu de Wu Renchen. Además, los chinos pusieron en práctica el uso de fuelles de doble pistón para bombear petróleo de un único cilindro (con movimientos hacia arriba y hacia abajo), que luego era prendido en el extremo por una mecha de pólvora de combustión lenta, con vistas a mantener un flujo continuo de llama. Este dispositivo apareció en una descripción acompañada de ilustraciones del compendio militar Wujing Zongyao, en 1044. Durante la supresión de la dinastía Tang en el reino Nantang o reino Tang del Sur (976), las primerizas fuerzas navales de la dinastía Song se enfrentaron a las fuerzas enemigas en el río Yangtsé.
En adición a lo anterior, la dinastía Song empleó con fines bélicos, a finales del siglo XIII, los primeros cohetes de propulsión por pólvora conocidos en la historia, cuyos antecedentes tecnológicos directos eran las arcaicas flechas de fuego. Cuando la ciudad de Kaifeng, una de las principales capitales de la China Song, sucumbió ante la invasión del pueblo Yurchen en 1126, Xia Shaozeng documentó que un total de 20 000 flechas de fuego se entregaron a los Yurchen tras la conquista. Un texto todavía más antiguo, el ya citado Wujing Zongyao, describe el uso de una balista de triple arco que disparaba flechas que, a su vez, sostenían paquetes de pólvora cerca de la punta. Retrocediendo aún más en el tiempo, el Wu Li Xiao Shi de Fang Yizhi menciona que se presentaron flechas de fuego al emperador Taizú, fundador de la dinastía Song, en el año 960.

### Medición de distancias y navegación mecánica
Además de Shen Kuo y Su Song, muchas otras figuras contribuyeron al desarrollo tecnológico de este periodo. Aunque el odómetro (instrumento que se usa para medir la distancia recorrida por un vehículo y que acoplaban a la tracción de un carro) ya era conocido en China desde la época de la dinastía Han.

El odómetro. [El carro de medición de distancias] está pintado de rojo, con imágenes de flores y pájaros en los cuatro lados, construido en dos pisos y adornado magníficamente con tallados. Al completarse cada li, la figura de un hombre de madera en el piso inferior golpea un tambor; cada vez que se completan diez li, la figura de madera del piso superior le pega a una campana. La lanza del carro termina con la cabeza de un ave fénix, mientras que el transporte es jalado por cuatro caballos. La escolta original estaba conformada por dieciocho hombres, pero en el cuarto año de reinado Yongxi (987) el emperador Taizong aumentó la cifra a treinta. Para el quinto año del periodo del reinado Tian-Sheng (1027), el chambelán jefe Lu Daolong presentó especificaciones para la construcción de nuevos odómetros como sigue: [...]

Además, en el periodo Song (y en una ocasión durante el anterior periodo Tang) el dispositivo del odómetro se combinó con el dispositivo del carro que apunta al Sur, inventado por el antiguo ingeniero mecánico chino Ma Jun (200-265). Este aparato consistía en un vehículo con ruedas que hacía uso de un complejo sistema de engranajes diferenciales, utilizados en los automóviles actuales para aplicar cantidades iguales de torsión a las ruedas mientras estas giran a velocidades distintas cuando el vehículo gira. Los engranajes diferenciales se incorporaron con el fin de mantener una figura de accionamiento mecánico apuntando hacia una posición fija en el Sur. Así, el dispositivo utilizaba mecánica avanzada en lugar del magnetismo de una brújula, con vistas a navegar y orientarse.

### Polímatas, inventos y astronomía

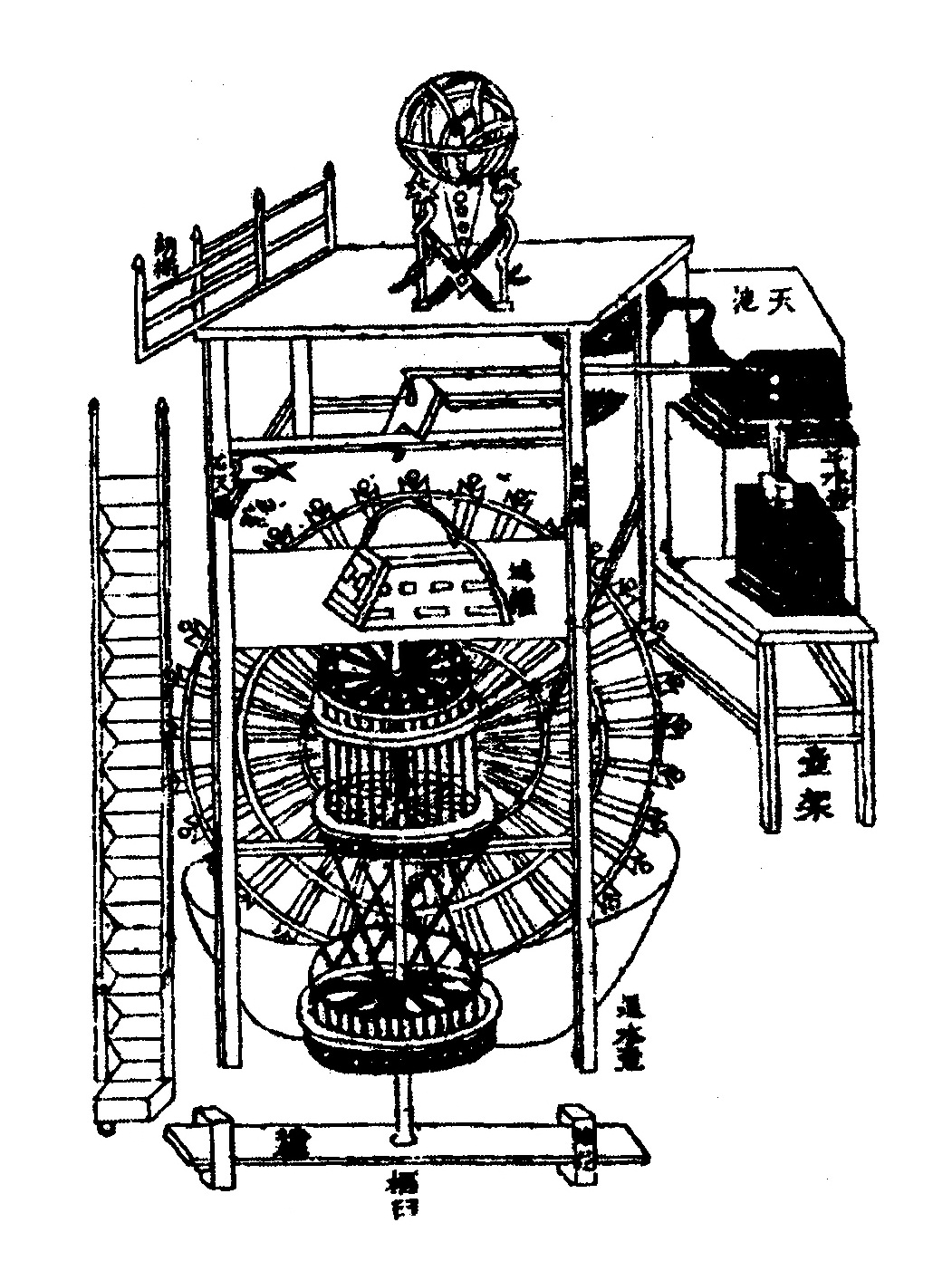
El diagrama original del libro de Su Song, elaborado en 1092, donde se aprecia el mecanismo interno de su torre del reloj, junto con el tanque de clepsidra, un molino hidráulico con cangilones y un escape, la cadena de transmisión, una esfera armilar en lo más alto y la rueda que activaba un mecanismo de timbres, gongs y tambores cada hora transcurrida.

Shen Kuo (1031-1095) y Su Song (1020-1101) fueron destacadas personalidades que se desarrollaron en diversos campos como la biología, la botánica, zoología, geología, mineralogía, mecánica, horología, astronomía, medicina farmacéutica, arqueología, matemáticas, cartografía, óptica, arte crítica, y muchas más.
Shen es famoso por descubrir el concepto de norte verdadero y la declinación magnética hacia el Polo Norte al realizar cálculos más precisos del meridiano astronómico, y arreglar los cálculos de la posición de la Estrella Polar, que cambiaba durante los siglos. Esto permitió a los marineros navegar los mares con una mayor precisión, usando la brújula magnética de agujas, descrita de igual forma en primera instancia por Shen. Asimismo, Shen formuló una teoría de geomorfología y cambio climático a través del tiempo después de hacer observaciones sobre fenómenos naturales inusuales. A partir de los conocimientos contemporáneos sobre eclipses solares y lunares, teorizó que el Sol y la Luna tenían forma esférica, no plana, expandiendo así los razonamientos de astrónomos chinos anteriores. Shen utilizó hipótesis cosmológicas para describir las variaciones de las órbitas planetarias, incluyendo la retrogradación. Uno de sus más grandes logros fue la corrección del error en el cálculo de la órbita lunar.
Su Song, redactó un famoso tratado farmacéutico en 1070, conocido como Bencao Tujing, que incluía diversas notas de botánica, zoología, metalurgia y mineralogía. Igualmente, describía diversas aplicaciones medicinales, incluyendo el uso de la efedrina como droga farmacéutica. A Su Song también se le atribuye la elaboración de un atlas celestial que reunía cinco mapas estelares, mientras que su extenso e ilustrativo trabajo en cartografía contribuyó a la resolución de una acalorada disputa entre la dinastía Song y su vecino Kitán, de la dinastía Liao. No obstante, su trabajo más notable fue la construcción de un reloj astronómico hidráulico, con una esfera armilar en su superficie, que había sido erigido en la capital de Kaifeng en el año 1088. Para la torre de ese reloj, empleó un mecanismo de escape que sólo dos siglos más tarde sería aplicado a los relojes de todo el continente europeo. Además, el reloj se destacó por ser la primera edificación en todo el mundo en utilizar una transmisión por cadena de circuito continuo, tal y como se describe en el tratado horológico de Su Song, redactado en 1092.

### Matemáticas y cartografía

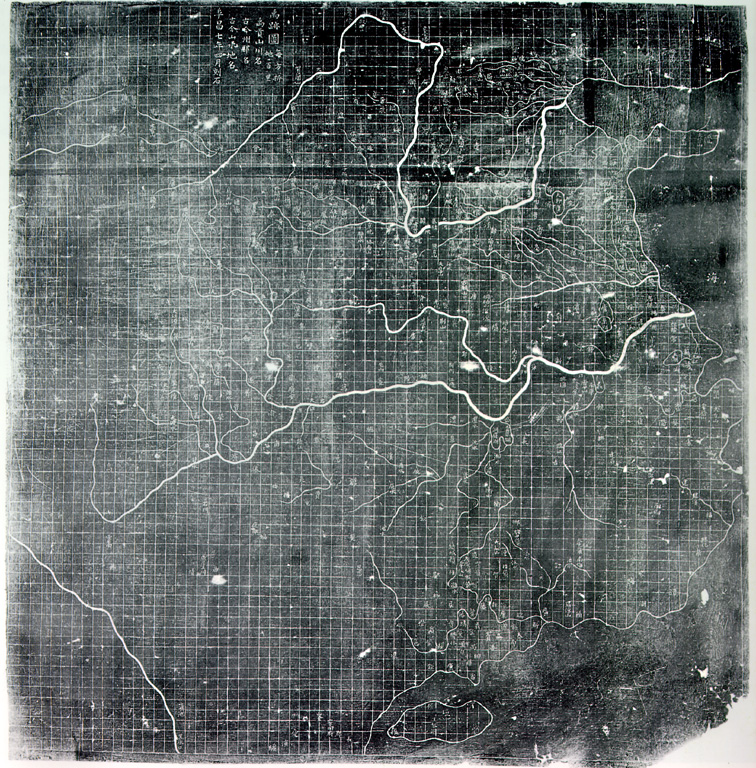
El Yu Ji Tu, o Mapa de las Pistas de Yu Gong, grabado en piedra en 1137, localizado en la Selva Stele de Xi'an. Este mapa cuadriculado de 3 m está representado a escala graduada de 100 li por cada rectángulo cuadriculado. La línea costera de China y los sistemas fluviales estaban claramente definidos y señalados de manera precisa en el mapa. Yu Gong en una referencia a la deida china lo describió en un capítulo geográfico del Classic of History, que data del.

Hubo varias mejoras significativas en el desarrollo de las matemáticas en China durante la era Song. El libro publicado en 1261 por el matemático Yang Hui (c. 1238-1298) proporcionó la primera ilustración china del triángulo de Pascal, aun cuando este había sido descrito previamente por Jia Xian alrededor del año 1100. Yang Hui también aportó algunas reglas para la construcción de arreglos combinatorios en cuadrados mágicos, además de proporcionar pruebas teóricas para la cuadragésimotercera proposición de Euclides sobre los paralelogramos, siendo asimismo el primero en utilizar coeficientes negativos para la incógnita "x" en ecuaciones cuadráticas. El contemporáneo de Yang, Qin Jiushao (c. 1202-1261) introdujo, por primera vez, el símbolo cero a las matemáticas chinas; puesto que antes se dejaban los espacios en blanco en el sistema de numeración con varillas. Asimismo, es conocido por su trabajo en el teorema chino del resto, la fórmula de Herón, y en la fecha astronómica usada en la determinación del solsticio de invierno. El mayor trabajo de Qin fue el Tratado Matemático en Nueve Secciones publicado en 1247.
La geometría fue esencial para la agrimensura y la cartografía. Los primeros mapas chinos datan del siglo IV a. C., sin embargo, no fue hasta la época de Pei Xiu (224-271) que la elevación topográfica y el uso de una escala de distancias graduada se aplicó a los terrenos de los mapas. Siguiendo una larga tradición, Shen Kuo creó una mapa en relieve, mientras que en sus otros mapas aparece la escala uniforme graduada de 1:900 000. Un mapa en relieve de 1137 —tallado en un bloque de piedra— siguió una escala uniforme graduada de 100 li por cada cuadro reticulado, y en el que se tienen grabadas las costas y los sistemas fluviales de China, que se extendían hasta la India. Por otra parte, el mapa topográfico conocido más viejo del mundo en forma impresa proviene de la enciclopedia editada de Yang Jia en 1155, en el cual se muestra el oeste de China sin el sistema formal de rejilla que fue una característica de la mayoría de los mapas profesionales hechos en China. Aunque los diccionarios geográficos existían desde el 52 durante la dinastía Han y estos mismos acompañados por mapas ilustrativos (En chino: tujing) desde la dinastía Sui, los diccionarios geográficos ilustrados llegaron a ser mucho más comunes en la dinastía Song, cuando la principal preocupación para los diccionarios geográficos eran las temáticas con fines políticos, administrativos y militares.

### Imprenta de tipos móviles

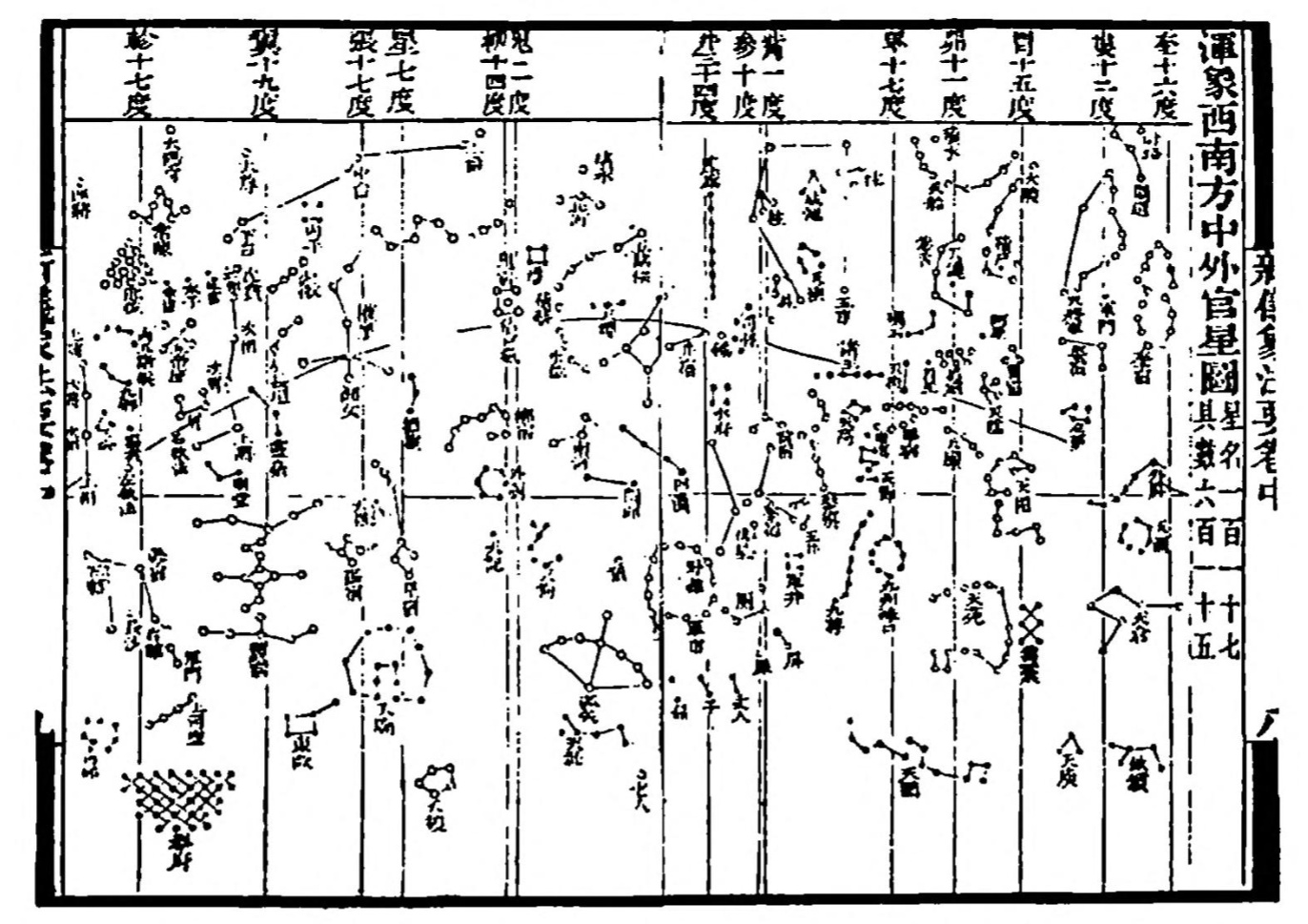
Uno de los cinco mapas estelares publicados en el tratado horológico de Su Song, mostrando la corrección de la ubicación de la Estrella Polar según Shen Kuo, como también una proyección cilíndrica similar a la proyección de Mercator. El atlas celestial de Su Song de los cinco mapas estelares es actualmente la más vieja impresión hecha.

La tecnología de impresión con tipos móviles fue inventada en el siglo XI por Bì Shēng (990-1051), cuyo trabajo fue registrado por Shen Kuo en el ensayo Men Xi Bi Tan (夢溪筆談／梦溪笔谈, traducible como «Discusiones de pincel desde un arroyuelo onírico»). Los tipos móviles, junto a la impresión por medio de sellos de madera, incrementaron considerablemente los niveles de alfabetización, gracias a la producción masiva de materiales impresos. Lo anterior significó que a partir de ese momento los padres podían alentar a sus hijos para que aprendieran a leer y escribir, animándolos a pasar las pruebas de selección imperial e integrarse en la creciente burocracia instruida china. La impresión mediante este procedimiento alcanzaría un desarrollo ulterior en Corea, durante el reinado de la dinastía Chosŏn, cuando los caracteres de arcilla cocida creados por Bì Shēng fueron desplazados por los de metal en 1234. Más tarde, los tipos móviles de Shēng serían perfeccionados por el oficial Wang Zhen (1290-1333), quien inventó un tipo móvil de madera hacia 1298, y por el erudito Hua Sui (1439-1513), que inventó el tipo móvil de bronce en China en 1490, si bien para ese entonces los coreanos ya tenían tipos móviles de metal, mientras que Wang Zhen había experimentado con las primeras piezas de estaño. Aunque estas técnicas de impresión prevalecerían durante siglos como la principal forma de impresión en China, la imprenta europea (que empleaba la prensa de tornillo helenística) sería finalmente adoptada por los países del este asiático.
En relación con la imprenta, la producción masiva de papel para escribir ya estaba bien establecida en territorio chino. El proceso para la creación del papel se había perfeccionado y estandarizado gracias a la labor de un eunuco de la corte, Cai Lun (50-121), en 105, durante la dinastía Han, por lo que su uso se habría extendido en torno al siglo III. La dinastía Song fue el primer gobierno del mundo que emitió dinero en forma de papel moneda: el billete de banco (Jiaozi, 交子, y Huizi, 惠子). El papel higiénico se usaba en toda China desde el siglo VI, mientras que las bolsas de papel para conservar el aroma de las hojas de té se introdujeron hacia el siglo VII. Asimismo, en la época de la dinastía Song, la corte recompensaba a los oficiales gubernamentales que habían prestado un servicio notable con regalos consistentes en papel moneda envuelto en un sobre de papel. Durante esta misma época, las industrias independientes, así como las patrocinadas por el gobierno, se desarrollaron para responder a las necesidades de una población en crecimiento que ya superaba los cien millones de habitantes. Por ejemplo, para la impresión de papel moneda, la corte de los Song estableció varias cecas gubernamentales y fábricas en las ciudades de Huizhou, Chengdu, Hangzhou y Anqi. La cantidad de personal empleado en esas fábricas de papel moneda era considerable, pues en 1175 se constató que la sola fábrica de Hangzhou empleaba a más de un millar de trabajadores al día.

### Ingeniería civil y náutica
En la antigua China, las esclusas de diversos tipos ya eran conocidas por lo menos desde el siglo I a. C. (pues las fuentes de esa época no aluden a ellas como innovaciones), siendo utilizadas durante la antigua dinastía Han (202 a. C.-220 d. C). Sin embargo, en el año 984 se construyó la primera esclusa de dos compuertas, por obra del ingeniero Qiao Weiyo, comisionado adjunto de transporte para la ciudad de Huainan. Esta práctica pasó a generalizarse y fue registrada incluso por el científico y polímata chino Shen Kuo en su mencionada obra Men Xi Bi Tan (1088), en la que explica que el establecimiento de compuertas de esclusas en Zhenzhou (se presume que podría haberse referido a Kuozhou, provincia radicada en un área limítrofe al Yangtze), durante el reinado de Tian Sheng (1023-1031) sustituyó a los 500 obreros que eran contratados anualmente para el mantenimiento del canal, con lo que la suma de lo ahorrado alcanzaba 1 250 000 en dinero en efectivo por año. Asimismo, Shen Kuo escribió que el viejo método de subir los barcos, tirando de ellos con cuerdas, limitaba el tamaño de cada carga de arroz a 300 tan (unas 21 toneladas), pero tras la introducción de las esclusas, se podían usar barcos con cargas de 400 tan (unas 28 toneladas y media). Shen Kuo también observó que el uso adecuado de las compuertas en los canales de riego era la mejor manera de tener éxito en el método de fertilización con limo. Sin embargo, las necesidades agrícolas y las necesidades del transporte podían llegar a presentar conflictos entre sí.
Los chinos de la época Song eran experimentados marinos que viajaban por puertos de escala llegando a lugares tan lejanos como el Califato Fatimí en Egipto. Estaban muy bien equipados para sus viajes al extranjero, con grandes buques de navegación marítima dirigidos por timones ubicados en el codaste, y se guiaban por brújulas. Incluso antes de que Shen Kuo y Zhun Yu escribieran sobre los usos de la brújula magnética en la navegación, el antiguo tratado militar Wujing Zongyao (1044) ya describía una brújula que funcionaba por el efecto de termorremanencia; se trataba de una simple aguja de hierro o de acero que era calentada, enfriada y colocada en un tazón de agua, produciendo un efecto magnético débil. Su uso se describió, sin embargo, sólo para la navegación en tierra y no en el mar. Existen varias descripciones en la literatura china de la época sobre las operaciones y el aspecto de los puertos, la marina mercante, el comercio internacional y los propios buques. En 1117, el autor Zhu Yu no solo escribió sobre el uso de la brújula magnética en navegación, sino también sobre una cuerda de más de treinta metros de longitud con un gancho que se arrojaba desde la cubierta del barco para recoger muestras de barro del fondo del mar, para que la tripulación determinase su localización a través del olor y la apariencia del barro recogido. Durante la China Song hubo un gran interés en la construcción de eficientes buques automotores, que eran llamados buques de rueda de paletas. Hay indicios de la eventual existencia de esta clase de embarcación en China desde el siglo V, y con seguridad se conocían en la dinastía Tang en 784, con el exitoso diseño de Li Gao de un barco de guerra con rueda de paletas. En 1134, el delegado de Transporte de Zhejiang, Wu Ge, hizo construir varios buques de guerra de este tipo, que tenían en total nueve ruedas, algunos incluso trece. Sin embargo, en la época Song había buques de ruedas de paletas tan grandes que tenían hasta una docena de ruedas en cada lado. En 1135, el célebre general Yue Fei (1103-1142) emboscó a un grupo de rebeldes liderados por Yang Yao al provocar que su buque de paletas quedara paralizado tras haber arrojado hierbas flotantes y troncos podridos en un lago, acción que le permitió abordar sus barcos y obtener una victoria estratégica.

### Siderurgia y energía eólica

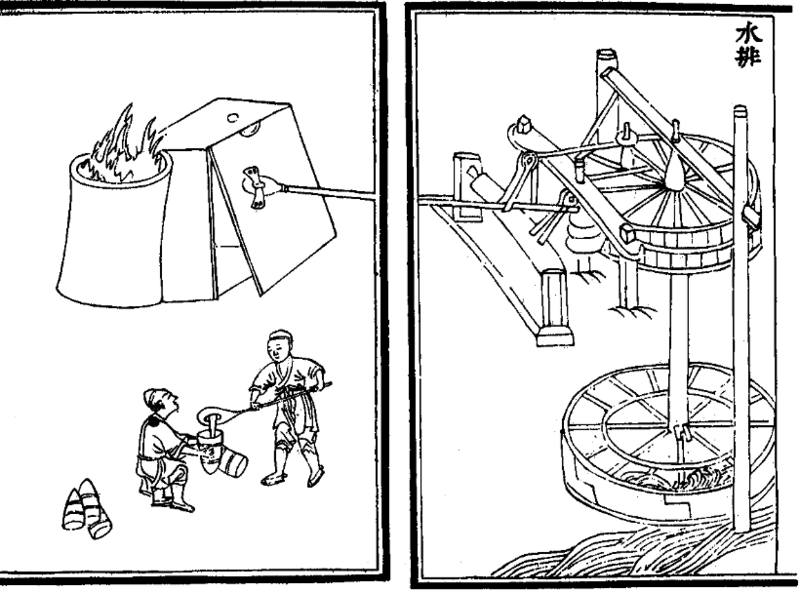
Ilustración de los fuelles de un alto horno operados por medio de ruedas hidráulicas. Tomado del documento Nong Shu, escrito por Wang Zhen en 1313, durante la Dinastía Yuan.

El arte de la siderurgia durante la época Song se desarrolló sobre los cimientos que dejaron en esta rama del saber anteriores dinastías chinas, en tanto los nuevos métodos se iban incorporando. Los chinos de la antigua dinastía Han (202 a. C.-220 d. C.) descubrieron, hacia el siglo I a. C., cómo producir acero, mediante la fundición de hierro con una cantidad de carbono intermedia entre la presente en el hierro forjado y en el hierro fundido. Sin embargo, la era de los Song introdujo dos innovaciones relativas a la producción de acero durante el siglo XI. La primera consistió en el «método berganesco», que producía acero heterogéneo, de inferior calidad, mientras que la otra fue un precursor del proceso Bessemer, al utilizar descarbonización parcial a través de repetidos forjados sometidos a abruptos enfriamientos. El índice per cápita de producción de hierro se multiplicó por seis entre los años 806 y 1078, y en esta última fecha la dinastía Song alcanzaba a producir hasta 127 toneladas métricas de hierro al año. El historiador Donald B. Wagner señaló que dicha estimación se basaba en el número total de recibos de impuestos gubernamentales sobre el hierro, provenientes de las diversas prefecturas del imperio en donde se producía dicho metal. En el proceso de fundición mediante el uso de grandes fuelles hidráulicos (accionados por molinos hidráulicos), se utilizaban masivas cantidades de carbón vegetal, lo que condujo a una considerable deforestación de la región norte de China. No obstante, para finales del siglo XI, la sociedad china descubrió que el coque, obtenido del carbón mineral bituminoso, era un reemplazo viable para el carbón vegetal, cambio gracias al cual se salvaron muchas hectáreas de bosque y árboles. El incremento masivo en la producción de las industrias del hierro y del acero en China resultó a partir de las necesidades de expansión militar de la dinastía Song, así como de la demanda comercial privada de productos metálicos, como los utensilios de cocina disponibles en el mercado, y de la exigencia de una amplia gama de herramientas agrícolas. Otro aspecto importante que conllevó el aumento de la producción eran los nuevos canales que enlazaban a los principales centros de producción de hierro y acero con el bullicioso mercado de la capital. Los múltiples usos para los productos manufacturados con hierro en el periodo Song incluían armas, herramientas, monedas, elementos arquitectónicos, campanas y cascabeles musicales, estatuas artísticas, y componentes para varias máquinas, como el martillo pilón hidráulico, el cual se utilizaba desde el siglo I a. C., durante el periodo de la dinastía Han, usado también de forma extensiva durante la época Song.
Los efectos de la energía eólica se conocían en China desde mucho antes de la introducción del molino de viento durante el periodo Song. No se conoce exactamente cuándo los antiguos chinos comenzaron a usar los primeros fuelles inflables para soplar aire en los hornos, aunque se estima que tal vez existían ya durante la dinastía Shang (1600-1050 a. C.), en razón de la compleja tecnología con que contaba dicha dinastía para fundir el bronce. Con seguridad se sabe que se utilizaron desde la incorporación de los altos hornos en el país, es decir, a partir del siglo VI a. C., puesto que el uso de herramientas agrícolas y armas de hierro fundido estaba muy extendido en el siglo V a. C. En el año 31 d. C., el prefecto e ingeniero de la dinastía Han Du Shi utilizó ruedas hidráulicas horizontales y un complejo sistema de engranajes para operar los grandes fuelles que servían para calentar un alto horno de fundición de hierro. Los fuelles continuaron usándose en la siderurgia, descubriéndose después otras fuentes de energía eólica. Ding Huan, artesano de la dinastía Han que floreció hacia el año 180, no solamente fue pionero en la invención de la suspensión cardán, sino también del ventilador rotatorio, el cual podía usarse a manera de simple aire acondicionado. Este último empleaba siete ruedas de tres metros de diámetro cada una, que se movían manualmente. Durante la dinastía Tang (618-907), los palacios contaban con sistemas de refrigeración de ventiladores giratorios accionados por energía hidráulica. En la dinastía Song, Needham explicó que «los efectos refrigerantes de las corrientes artificiales de aire parecen apreciarse aún más». Existió también en China una compleja máquina de cribar mediante un ventilador rotatorio, utilizada en la agricultura para separar la fibra de la gluma, ilustrada en el tratado Nong Shu (1113) del oficial Wang Zhen. No obstante, la primera representación de una máquina de cribar se halla en un modelo de tumba de la dinastía Han y fechada entre el siglo II a. C. y el siglo II de nuestra era. Después de estas innovaciones, finalmente el molino de viento se introdujo en la región norte de China, a principios del siglo XIII, a través de la dinastía Jurchen, en los últimos tiempos de la dinastía Song.

### Arquitectura e ingeniería estructural
La arquitectura durante el periodo Song alcanzó nuevos niveles de sofisticación. Autores como Yu Hao y Shen Kuo escribieron libros que delineaban el campo del diseño arquitectónico, la artesanía, y la ingeniería industrial en los siglos X y XI, respectivamente. Shen Kuo conservó los diálogos escritos de Yu Hao cuando describía aspectos técnicos como la inclinación de los amortiguadores en las torres pagoda para las brisas diagonales. Shen Kuo también presentó especificaciones de Yu sobre las dimensiones y unidades de medida para varios tipos de edificios. El arquitecto Li Jie (1065-1110), que publicó el Yingzao Fashi ('Tratado sobre métodos arquitectónicos') en 1103, amplió en gran medida las obras de Yu Hao y compiló los códigos de construcción estándar utilizados por las agencias del gobierno central y por los artesanos en todo el imperio. Tomó los métodos estándar de construcción, diseño y aplicaciones de fosas y fortificaciones, trabajo de piedra, de madera, artesanía en madera, talla en madera, torneado y taladrado, aserrado, obras de bambú, suelo de baldosas, construcción de muros, pintura y decoración, ladrillos, azulejos, y las proporciones previstas para las fórmulas de morteros en albañilería. En su libro, Li proveyó ilustraciones detalladas y vívidas de componentes arquitectónicos y de secciones transversales de edificios. Estas ilustraciones mostraron varias aplicaciones de las ménsulas, los voladizos, de la caja y la espiga, y diagramas que mostraban varios tipos salas de edificios en tamaños diferentes. Bosquejó las unidades básicas de medición y de dimensión de todos los componentes de edificios; describiéndolos e ilustrándolos en su libro.
Grandiosos proyectos de construcción fueron apoyados por el gobierno, incluyendo la construcción de las pagodas chinas y budistas y de enormes puentes (madera o piedra, caballete o en arco). Muchas de las torres pagodas construidas durante el periodo Song fueron erigidas en alturas que excedían los diez pisos. Algunos de los más famosos son la Pagoda de hierro construido en 1049 durante el Song del Norte y la Pagoda Liuhe construido en 1165 durante el Song del Sur, aunque hubo muchas otras. El más alto es la Pagoda Liaodi de Hebei construido en el año 1055, alcanzando la altura de 84 metros. Algunos de los puentes alcanzaron longitudes de 1220 metros, muchos de ellos eran lo suficientemente anchos para permitir el tráfico en dos carriles de manera simultánea. El gobierno también supervisó la construcción de sus propias oficinas administrativas, palacios, de las fortificaciones de la ciudad, templos ancestrales, y templos budistas. Profesiones como arquitecto, artesano, carpintero, e ingeniero estructural no fueron vistos de la misma manera profesional como a los escolares oficial confucianos. El conocimiento arquitectónico ha sido transmitido oralmente por miles de años en China, en muchos casos de padres artesanos a sus hijos. Las escuelas de ingeniería estructural y arquitectura existieron durante el periodo Song; una de las más prestigiosas escuelas de ingeniería estuvo encabezada por el renombrado constructor Cai Xiang (1012-1067) en la provincia medieval de Fujian.
Además de edificios existentes y de manuales literarios sobre las técnicas de construcción, las obras de arte de la dinastía Song que retratan paisajes urbanos y otros edificios han ayudado a los estudiosos modernos en sus intentos por reconstruir y comprender los matices de la arquitectura Song. Los artistas de la dinastía Song como Li Cheng, Fan Kuan, Guo Xi, Zhang Zeduan, Huizong, y Ma Lin pintaron representaciones de edificios como también grandes extensiones de paisajes urbanos como puentes arqueados, pasillos y pabellones, torres pagoda, y distantes murallas de ciudades. El científico y estadista Shen Kuo conocido por su crítica del arte relacionada con la arquitectura, diciendo que era muy importante para un artista capturar una visión holística de un paisaje de lo que era enfocarse en ángulos y esquinas de edificios. Por ejemplo, Shen criticó el trabajo del pintor Li Cheng por no respetar el principio de "observar lo pequeño desde un punto de vista grande" en la imagen de los edificios. También existieron estructuras de tumbas en forma de pirámides en el periodo Song, como también tumbas imperiales localizadas en la provincia de Gongxian, Henan. Cerca de 100 km de Gongxian está otra tumba de la dinastía Song en Baisha, la cual se destaca por sus elaboradas construcciones, su decoración y el embellecimiento interior. Las dos largas cámaras de la tumba Baisha también cuentan con techos de forma cónica. En los caminos que guían hacia la entrada de estas tumbas se encuentran estatuas de piedra de la dinastía Song de oficiales, guardianes de tumba, animales y criaturas mitológicas.

### Arqueología

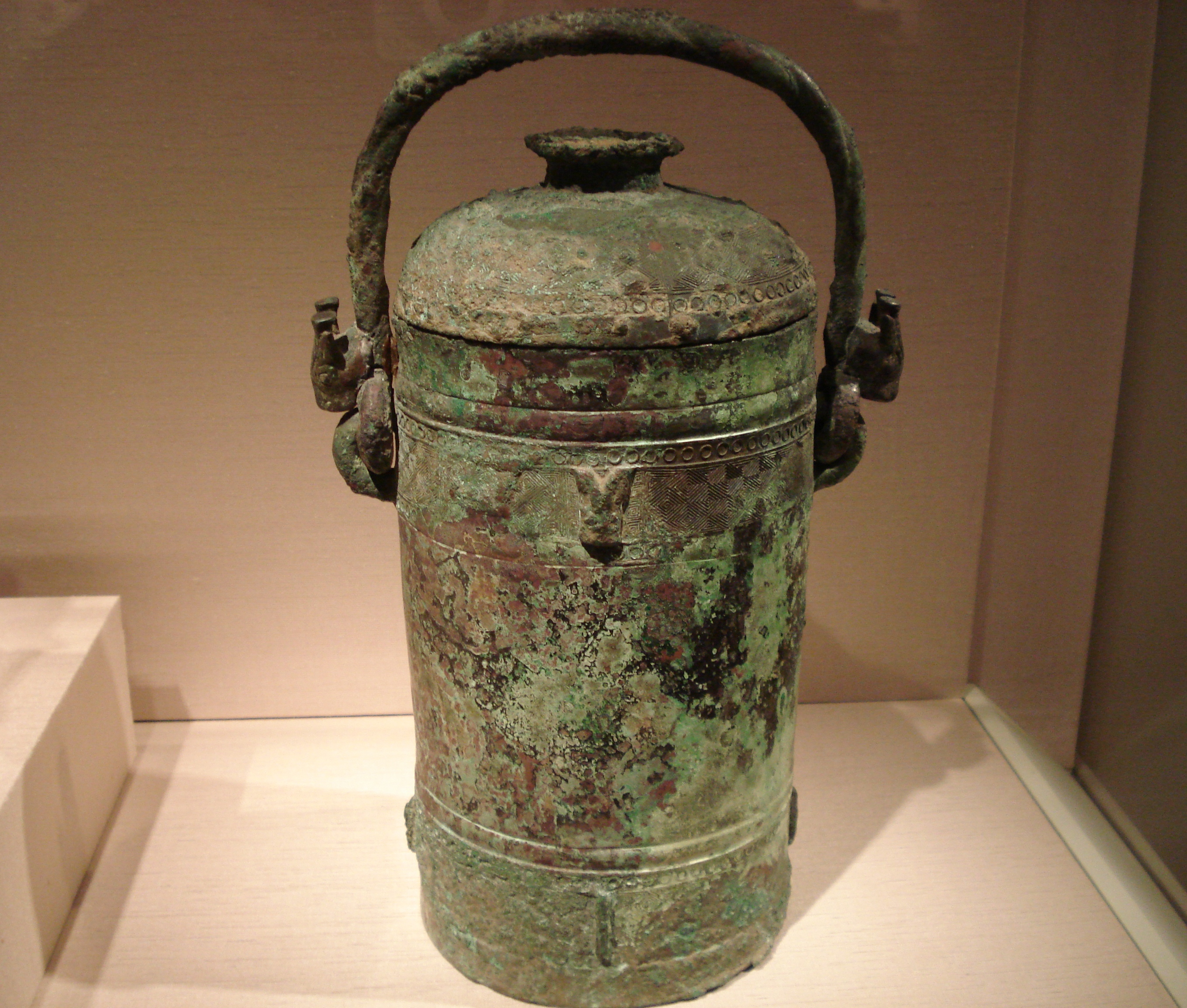
Un contenedor de vino cilíndrico hecho en bronce durante la Dinastía Shang (c. 1600-c. 1050 a. C.); objetos como este fueron descubiertos por burgueses de la China Song (960-1279).

Durante la primera mitad del periodo Song (960-1279), el estudio de la arqueología se desarrolló a partir de los intereses anticuarios de la burocracia educada y su deseo de revivir el uso de vasijas antiguas en rituales y ceremonias estatales. Además, se creía que las vasijas habían sido elaboradas por antiguos "sabios" y no por gente común. Shen Kuo criticó estas convicciones, dándole un enfoque interdisciplinario a la arqueología, al incorporar sus hallazgos arqueológicos en estudios sobre la siderurgia, la óptica, la astronomía, la geometría y las antiguas medidas musicales. En la misma época, tras haber realizado un análisis de artefactos antiguos con inscripciones en bronce y piedra, el erudito Ouyang Xiu (1007-1072) los compiló en un catálogo analítico en el que informaba acerca de unas 400 inscripciones; Patricia B. Ebrey consideró que esta obra era pionera en ciencias como la epigrafía y la propia arqueología.
El Kaogutu ("Catálogo ilustrado de la antigüedad examinada") de Lü Dalin (1046-1092), obra que data de 1092, es considerado como uno de los catálogos conocidos más antiguos en haber descrito y clasificado sistemáticamente artefactos históricos desenterrados, así como su vital importancia por ser uno de los primeros en usar una clasificación para las distintas obras. Presentaba, a través de descripciones o bien por medio de ilustraciones, un surtido de 210 objetos de bronce, así como trece piezas de jade, pertenecientes a colecciones privadas y gubernamentales, cuyo origen se remontaba a las dinastías Shang (c. 1600-c. 1050 a. C.) y Han (202 a. C.-220 d. C.). Así como lo haría siglos más tarde el historiador Leopold von Ranke (1795-1886), algunos burócratas de la China Song, como Zhao Mingcheng (1081-1129), defendieron la primacía de los descubrimientos arqueológicos contemporáneos de inscripciones antiguas frente a las obras de historiografía redactadas después de los sucesos, obras que evaluaron como poco fiables en contraste con las evidencias citadas. Por ejemplo, Hong Mai (1123-1202) usó las vasijas antiguas de la dinastía Han para desacreditar lo que él denunció como descripciones falaces de vasijas Han que se hallaban en el catálogo arqueológico Bogutu, recopilado durante la segunda mitad del reinado de Huizong (1100-1125). Para evitar esta práctica, los académicos de la dinastía Song establecieron un sistema formal de datación de este tipo de artefactos, mediante el examen de sus inscripciones, los estilos de sus motivos decorativos y sus formas físicas. Mingcheng recalcó la importancia de recurrir a las inscripciones antiguas para corregir discrepancias y errores existentes en textos posteriores en los que se trataban acontecimientos históricos, tales como fechas, ubicaciones geográficas de los sucesos, genealogías y títulos oficiales.